# Oroszország a 2016. évi nyári olimpiai játékokon
Oroszország a brazíliai Rio de Janeiróban megrendezett 2016. évi nyári olimpiai játékok egyik részt vevő nemzete volt. Az országot az olimpián 26 sportágban 285 sportoló képviselte, akik összesen 56 érmet szereztek.
A Nemzetközi Doppingellenes Ügynökség 2015. novemberében lezárult vizsgálata feltárta az orosz sportolók államilag támogatott doppingolási rendszerét. A rendszert a 2010-es téli olimpia után kezdték komolyan kiépíteni, bár már 2009-ben is találtak gyanús mintákat. A vizsgálat során orosz doppinglaboratórium korábbi vezetője, Grigorij Rodcsenko bevallotta, hogy a 2014-es téli olimpia előtt 1417 mintát saját kezűleg semmisített meg. A doppingoló sportolók vizeletmintáit az ellenőrzés előtt az orosz titkosszolgálat segítségével cserélték ki hónapokkal korábban levett tiszta mintákra. Az ellenőrzés eredményeként az orosz doppinglabor engedélyét visszavonták, és javasolták, hogy egyetlen orosz sportoló se lehessen ott a riói olimpián. A Nemzetközi Olimpiai Bizottság úgy döntött, hogy az orosz sportolók indulásáról az adott sportág nemzetközi szövetsége dönthet. Ezután a Nemzetközi Sportdöntőbíróság ellenőrzi az indulási kérelmeket, amelyet végül a NOB egy háromfős testülete hagyhat jóvá.
Elsőként 2015. november 13-án a Nemzetközi Atlétikai Szövetség döntött az orosz sportolók kizárásáról a versenyeikről, így többek között a 2016-os fedett pályás atlétikai világbajnokságon sem szerepelhetett orosz atléta. A Nemzetközi Súlyemelő-szövetség az olimpia megnyitóünnepsége előtt egy héttel, 2016. július 29-én rendezett elnökségi ülésén határozott róla, hogy az orosz súlyemelők sem vehetnek részt az olimpián.
Az olimpiára összesen 387 orosz sportoló szerzett kvótát, közülük 291-en indulhattak a versenyeken.

## Érmesek
| Olga Akopjan           | Jekatyerina Marennyikova |
| Irina Bliznova         | Majja Petrova            |
| Vladlena Bobrovnyikova | Anna Szedojkina          |
| Darja Dmitrijeva       | Anna Szeny               |
| Jekatyerina Iljina     | Marina Szudakova         |
| Tatyjana Jerohina      | Anna Vjahireva           |
| Viktorija Kalinyina    | Viktorija Zsilinszkajtye |
| Polina Kuznyecova      |                          |

| Anna Usztyuhina        | Anasztaszija Simanovics |
| Marija Boriszova       | Anna Tyimofejevna       |
| Jekatyerina Prokofjeva | Jevgenyija Szoboleva    |
| Elvina Karimova        | Jevgenyija Ivanovna     |
| Nagyezsda Fedotova     | Anna Grinyova           |
| Olga Belova            | Anna Karnauh            |
| Jekatyerina Liszunova  |                         |

## Asztalitenisz
Férfi
| Versenyző          | Versenyszám | Selejtező         | 64-es főtábla     | 48-as főtábla                        | 32-es főtábla                                            | Nyolcaddöntő      | Negyeddöntő       | Elődöntő          | Döntő             | Helyezés |
| Versenyző          | Versenyszám | Ellenfél Eredmény | Ellenfél Eredmény | Ellenfél Eredmény                    | Ellenfél Eredmény                                        | Ellenfél Eredmény | Ellenfél Eredmény | Ellenfél Eredmény | Ellenfél Eredmény | Helyezés |
| ------------------ | ----------- | ----------------- | ----------------- | ------------------------------------ | -------------------------------------------------------- | ----------------- | ----------------- | ----------------- | ----------------- | -------- |
| Alekszandr Sibajev | Egyes       | erőnyerő          | erőnyerő          | Dyjas (POL) · 11–9, 11–8, 11–8, 11–9 | Boll (GER) · 14–12, 4–11, 11–7, 7–11, 12–10, 10–12, 6–11 | kiesett           | kiesett           | kiesett           | kiesett           |          |

Női
| Versenyző        | Versenyszám | Selejtező         | 64-es főtábla                                                   | 48-as főtábla                                         | 32-es főtábla     | Nyolcaddöntő      | Negyeddöntő       | Elődöntő          | Döntő             | Helyezés |
| Versenyző        | Versenyszám | Ellenfél Eredmény | Ellenfél Eredmény                                               | Ellenfél Eredmény                                     | Ellenfél Eredmény | Ellenfél Eredmény | Ellenfél Eredmény | Ellenfél Eredmény | Ellenfél Eredmény | Helyezés |
| ---------------- | ----------- | ----------------- | --------------------------------------------------------------- | ----------------------------------------------------- | ----------------- | ----------------- | ----------------- | ----------------- | ----------------- | -------- |
| Marija Dolgih    | Egyes       | erőnyerő          | Lay Jian Fang (AUS) · 6–11, 7–11, 11–8, 11–6, 10–12, 11–8, 5–11 | kiesett                                               | kiesett           | kiesett           | kiesett           | kiesett           | kiesett           |          |
| Polina Mihajlova | Egyes       | erőnyerő          | erőnyerő                                                        | Pavlovics (BLR) · 11–9, 11–8, 9–11, 11–13, 7–11, 8–11 | kiesett           | kiesett           | kiesett           | kiesett           | kiesett           |          |

## Birkózás

### Férfi
Kötöttfogású
| Versenyző         | Versenyszám | Selejtező               | Nyolcaddöntő           | Negyeddöntő          | Elődöntő              | Vigaszág első kör | Vigaszág elődöntő | Bronz- mérkőzés   | Döntő                | Helyezés |
| Versenyző         | Versenyszám | Ellenfél Eredmény       | Ellenfél Eredmény      | Ellenfél Eredmény    | Ellenfél Eredmény     | Ellenfél Eredmény | Ellenfél Eredmény | Ellenfél Eredmény | Ellenfél Eredmény    | Helyezés |
| ----------------- | ----------- | ----------------------- | ---------------------- | -------------------- | --------------------- | ----------------- | ----------------- | ----------------- | -------------------- | -------- |
| Ibragim Labazanov | 59 kg       | Kebiszpajev (KAZ) · 0–3 | kiesett                | kiesett              | kiesett               | kiesett           | kiesett           | kiesett           | kiesett              |          |
| Iszlambek Albijev | 66 kg       | Panait (ROU) · 3–1      | Csunajev (AZE) · 1–3   | kiesett              | kiesett               | kiesett           | kiesett           | kiesett           | kiesett              |          |
| Roman Vlaszov     | 75 kg       | erőnyerő                | Kim Hjonu (KOR) · 3–1  | Jang Pin (CHN) · 4–0 | Starčević (CRO) · 3–1 |                   |                   |                   | Madsen (DEN) · 3–1   |          |
| Davit Csakvetadze | 85 kg       | Tahmaszebi (AZE) · 3–0  | Akhlaghi (IRI) · 5–0   | Kudla (GER) · 4–0    | Lőrincz (HUN) · 3–1   |                   |                   |                   | Belenyuk (UKR) · 3–1 |          |
| Iszlam Magomedov  | 98 kg       | erőnyerő                | Arusaar (EST) · 3–0    | İldem (TUR) · 1–3    | kiesett               | kiesett           | kiesett           | kiesett           | kiesett              | 8        |
| Szergej Szemjonov | 130 kg      | Ramonov (KGZ) · 3–1     | Abdullayev (UZB) · 3–0 | Kadzsaja (GEO) · 3–0 | López (CUB) · 0–3     |                   |                   | Nabi (EST) · 3–0  |                      |          |

Szabadfogású
| Versenyző             | Versenyszám | Selejtező           | Nyolcaddöntő                    | Negyeddöntő             | Elődöntő                      | Vigaszág első kör | Vigaszág elődöntő | Bronz- mérkőzés   | Döntő                       | Helyezés |
| Versenyző             | Versenyszám | Ellenfél Eredmény   | Ellenfél Eredmény               | Ellenfél Eredmény       | Ellenfél Eredmény             | Ellenfél Eredmény | Ellenfél Eredmény | Ellenfél Eredmény | Ellenfél Eredmény           | Helyezés |
| --------------------- | ----------- | ------------------- | ------------------------------- | ----------------------- | ----------------------------- | ----------------- | ----------------- | ----------------- | --------------------------- | -------- |
| Viktor Lebegyev       | 57 kg       | erőnyerő            | Tomar (IND) · 3–1               | Rahimi (IRI) · 1–3      | kiesett                       | kiesett           | kiesett           | kiesett           | kiesett                     | 9.       |
| Szoszlan Ramonov      | 65 kg       | Garcia (CAN) · 3–1  | Valdés (CUB) · 3–1              | Ganzorigiin (MGL) · 3–0 | Ihtyijor Navruzov (UZB) · 4–1 |                   |                   |                   | Togrul Aszkerov (AZE) · 4–0 |          |
| Anyiuar Gedujev       | 74 kg       | erőnyerő            | Bekzod Abdurahmonov (UZB) · 3–1 | Burroughs (USA) · 3–1   | Gaszanov (AZE) · 3–1          |                   |                   |                   | Yazdani (IRI) · 1–3         |          |
| Abdulrasid Szadulajev | 86 kg       | erőnyerő            | Veréb (HUN) · 4–0               | Ceballos (VEN) · 3–0    | Saripov (AZE) · 3–1           |                   |                   |                   | Yaşar (TUR) · 3–0           |          |
| Anzor Boltukajev      | 97 kg       | erőnyerő            | Andrijcev (UKR) · 1–3           | kiesett                 | kiesett                       | kiesett           | kiesett           | kiesett           | kiesett                     | 11.      |
| Biljal Mahov          | 125 kg      | Zaszeev (UKR) · 1–3 | kiesett                         | kiesett                 | kiesett                       | kiesett           | kiesett           | kiesett           | kiesett                     | 13.      |

### Női
Szabadfogású
| Versenyző          | Versenyszám | Selejtező                 | Nyolcaddöntő             | Negyeddöntő            | Elődöntő                 | Vigaszág első kör | Vigaszág elődöntő | Bronz- mérkőzés      | Döntő             | Helyezés |
| Versenyző          | Versenyszám | Ellenfél Eredmény         | Ellenfél Eredmény        | Ellenfél Eredmény      | Ellenfél Eredmény        | Ellenfél Eredmény | Ellenfél Eredmény | Ellenfél Eredmény    | Ellenfél Eredmény | Helyezés |
| ------------------ | ----------- | ------------------------- | ------------------------ | ---------------------- | ------------------------ | ----------------- | ----------------- | -------------------- | ----------------- | -------- |
| Milana Dadaseva    | 48 kg       | Kim Hjongjong (PRK) · 3–1 | Jankova (BUL) · 1–3      | kiesett                | kiesett                  | kiesett           | kiesett           | kiesett              | kiesett           | 11.      |
| Valerija Koblova   | 58 kg       | Niemesch (GER) · 3–0      | Pürevdorjiin (MGL) · 4–0 | Malik (IND) · 3–1      | Tinibekova (KGZ) · 3–1   |                   |                   |                      | Ichō (JPN) · 1–3  |          |
| Inna Trazsukova    | 63 kg       | Sastin (HUN) · 3–0        | Şahin (TUR) · 3–1        | Hszü Zsuj (CHN) · 3–1  | Risako Kawai (JPN) · 0–4 |                   |                   | Michalik (POL) · 1–3 |                   | 5.       |
| Natalja Vorobjova  | 69 kg       | erőnyerő                  | Szizdikova (KAZ) · 3–1   | Ochirbatyn (MGL) · 5–0 | Mostafa (EGY) · 5–0      |                   |                   |                      | Doshō (JPN) · 1–3 |          |
| Jekatyerina Bukina | 75 kg       | Amer (EGY) · 3–1          | Adar (TUR) · 3–1         | Ferreira (BRA) · 3–1   | Manyurova (KAZ) · 0–5    |                   |                   | Ali (CMR) · 3–1      |                   |          |

## Cselgáncs
Férfi
| Versenyző          | Versenyszám  | Selejtező         | 32-es főtábla                | Nyolcaddöntő                        | Negyeddöntő                    | Elődöntő                     | Vigaszág elődöntő               | Bronz- mérkőzés   | Döntő                   | Helyezés |
| Versenyző          | Versenyszám  | Ellenfél Eredmény | Ellenfél Eredmény            | Ellenfél Eredmény                   | Ellenfél Eredmény              | Ellenfél Eredmény            | Ellenfél Eredmény               | Ellenfél Eredmény | Ellenfél Eredmény       | Helyezés |
| ------------------ | ------------ | ----------------- | ---------------------------- | ----------------------------------- | ------------------------------ | ---------------------------- | ------------------------------- | ----------------- | ----------------------- | -------- |
| Beszlan Mudranov   | Légsúly      | erőnyerő          | Mooren (NED) · 002–000       | Davtyan (ARM) · 001–000             | Kim (KOR) · 100–000            | Papinashvili (GEO) · 100–000 |                                 |                   | Szmetov (KAZ) · 010–000 |          |
| Mihail Puljaev     | Harmatsúly   | erőnyerő          | Bouchard (CAN) · 000–001     | kiesett                             | kiesett                        | kiesett                      | kiesett                         | kiesett           | kiesett                 |          |
| Gyenyisz Jarcev    | Könnyűsúly   | erőnyerő          | Duprat (FRA) · 001–000       | Szaj Jin-Csizsikala (CHN) · 100–000 | van Tichelt (BEL) · 010–011    | kiesett                      | Shavdatuashvili (GEO) · 000–100 | kiesett           | kiesett                 | 7.       |
| Haszan Halmurzajev | Váltósúly    | erőnyerő          | Mollaei (IRI) · 000–000      | Abdelaal (EGY) · 010–000            | Valois-Fortier (CAN) · 010–000 | Toma (UAE) · 100–000         |                                 |                   | Stevens (USA) · 100–000 |          |
| Kirill Gyenyiszov  | Középsúly    | erőnyerő          | Mehgyiev (AZE) · 000–100     | kiesett                             | kiesett                        | kiesett                      | kiesett                         | kiesett           | kiesett                 |          |
| Tagir Hajbulajev   | Félnehézsúly | erőnyerő          | Gasimov (AZE) · 000–011      | kiesett                             | kiesett                        | kiesett                      | kiesett                         | kiesett           | kiesett                 |          |
| Renat Szaidov      | Nehézsúly    | erőnyerő          | Allerstorfer (AUT) · 001–000 | Silva (BRA) · 000–100               | kiesett                        | kiesett                      | kiesett                         | kiesett           | kiesett                 |          |

Női
| Versenyző            | Versenyszám | 32-es főtábla             | Nyolcaddöntő           | Negyeddöntő              | Elődöntő          | Vigaszág elődöntő        | Bronz- mérkőzés             | Döntő             | Helyezés |
| Versenyző            | Versenyszám | Ellenfél Eredmény         | Ellenfél Eredmény      | Ellenfél Eredmény        | Ellenfél Eredmény | Ellenfél Eredmény        | Ellenfél Eredmény           | Ellenfél Eredmény | Helyezés |
| -------------------- | ----------- | ------------------------- | ---------------------- | ------------------------ | ----------------- | ------------------------ | --------------------------- | ----------------- | -------- |
| Irina Dolgova        | Légsúly     | Kim (PRK) · 010–000       | Pareto (ARG) · 000–102 | kiesett                  | kiesett           | kiesett                  | kiesett                     | kiesett           |          |
| Natalja Kuzjutyina   | Harmatsúly  | erőnyerő                  | Guica (CAN) · 002–000  | Nakamura (JPN) · 000–100 |                   | Legentil (MRI) · 100–000 | Ma Jing-Nan (CHN) · 100–000 |                   |          |
| Irina Zablugyina     | Könnyűsúly  | Manuel (NZL) · 000–001    | kiesett                | kiesett                  | kiesett           | kiesett                  | kiesett                     | kiesett           |          |
| Jekatyerina Valkova  | Váltósúly   | van Emden (NED) · 000–000 | kiesett                | kiesett                  | kiesett           | kiesett                  | kiesett                     | kiesett           |          |
| Kszenyija Csibiszova | Nehézsúly   | Külbs (GER) · 101–000     | Ortiz (CUB) · 000–100  | kiesett                  | kiesett           | kiesett                  | kiesett                     | kiesett           |          |

## Evezés
Férfi
| Versenyző                                                          | Versenyszám   | Előfutam | Előfutam | Vigaszág | Vigaszág | Elődöntő | Elődöntő | Elődöntő | Döntő | Döntő   | Döntő | Helyezés |
| Versenyző                                                          | Versenyszám   | Idő      | Hely.    | Idő      | Hely.    | Típus    | Idő      | Hely.    | Típus | Idő     | Hely. | Helyezés |
| ------------------------------------------------------------------ | ------------- | -------- | -------- | -------- | -------- | -------- | -------- | -------- | ----- | ------- | ----- | -------- |
| Artyom Koszov Nyikita Morgacsov Vlagyiszlav Rjabcev Anton Zaruckij | Négypárevezős | 6:03,89  | 5.       | 6:39,32  | 3.       | A/B      | 6:24,89  | 6.       | B     | 6:02,09 | 4.    | 10.      |

## Golf
| Versenyző         | Versenyszám | 1. forduló | 2. forduló | 3. forduló | 4. forduló | Összesítve | Összesítve |
| Versenyző         | Versenyszám | Pontszám   | Pontszám   | Pontszám   | Pontszám   | Pontszám   | Helyezés   |
| ----------------- | ----------- | ---------- | ---------- | ---------- | ---------- | ---------- | ---------- |
| Marija Vercsenova | Női egyéni  | 75         | 70         | 73         | 62         | 280        | 16.        |

## Íjászat
Női
| Versenyző                                               | Versenyszám | Selejtező | Selejtező | 64-es főtábla       | 32-es főtábla           | Nyolcaddöntő      | Negyeddöntő       | Elődöntő                | Döntő                 | Helyezés |
| Versenyző                                               | Versenyszám | Pont      | Kiemelt   | Ellenfél Eredmény   | Ellenfél Eredmény       | Ellenfél Eredmény | Ellenfél Eredmény | Ellenfél Eredmény       | Ellenfél Eredmény     | Helyezés |
| ------------------------------------------------------- | ----------- | --------- | --------- | ------------------- | ----------------------- | ----------------- | ----------------- | ----------------------- | --------------------- | -------- |
| Tujana Dasidorzsijeva                                   | Egyéni      | 654       | 5.        | Karma (BHU) · 7–3   | Cao Huj (CHN) · 4–6     | kiesett           | kiesett           | kiesett                 | kiesett               |          |
| Kszenyija Perova                                        | Egyéni      | 641       | 17.       | Sánchez (COL) · 6–4 | Sztyepanova (RUS) · 3–7 | kiesett           | kiesett           | kiesett                 | kiesett               |          |
| Inna Sztyepanova                                        | Egyéni      | 643       | 16.       | Nemati (IRI) · 6–2  | Perova (RUS) · 7–3      | Cshö (KOR) · 3–7  | kiesett           | kiesett                 | kiesett               |          |
| Tujana Dasidorzsijeva Kszenyija Perova Inna Sztyepanova | Csapat      | 1938      | 2.        |                     |                         | erőnyerő          | India (IND) · 5–4 | Olaszország (ITA) · 5–3 | Dél-Korea (KOR) · 1–5 |          |

## Kajak-kenu

### Síkvízi
Férfi
| Versenyző                                                      | Versenyszám         | Előfutam | Előfutam | Előfutam | Elődöntő | Elődöntő | Elődöntő | Döntő | Döntő    | Döntő    | Helyezés |
| Versenyző                                                      | Versenyszám         | Idő      | Hely.    | Össz.    | Idő      | Hely.    | Össz.    | Típus | Idő      | Helyezés | Helyezés |
| -------------------------------------------------------------- | ------------------- | -------- | -------- | -------- | -------- | -------- | -------- | ----- | -------- | -------- | -------- |
| Roman Anoskin                                                  | Kajak egyes 1000 m  | 3:37,296 | 5.       | 14.      | 3:34,833 | 1.       | 5.       | A     | 3:33,363 | 3.       |          |
| Jevgenyij Lukancov                                             | Kajak egyes 200 m   | 35,245   | 4.       | 13.      | 35,567   | 7.       | 14.      | B     | 37,482   | 6.       | 14.      |
| Roman Anoskin Kirill Ljapunov Vaszilij Pogreban Oleg Zsesztkov | Kajak négyes 1000 m | 2:56,662 | 4.       | 7        | 3:01,065 | 4.       | 10.      | B     | 3:06,825 | 1.       | 9.       |
| Andrej Krajtor                                                 | Kenu egyes 200 m    | 39,985   | 1.       | 2.       | 40,394   | 1.       | 7.       | A     | 40,105   | 6.       | 6.       |
| Ilja Stokalov                                                  | Kenu egyes 1000 m   | 4:02,626 | 3.       | 7.       | 3:58,259 | 1.       | 1.       | A     | 4:00,963 | 4.       | 4.       |
| Ilja Stokalov Ilja Pervuhin                                    | Kenu kettes 1000 m  | 3:43,105 | 3.       | 7.       | 3:42,127 | 3.       | 4.       | A     | 3:46,776 | 5.       | 5.       |

### Szlalom
| Versenyző                         | Versenyszám       | Selejtező | Selejtező | Selejtező | Selejtező | Selejtező     | Selejtező     | Elődöntő | Elődöntő | Döntő   | Döntő    |
| Versenyző                         | Versenyszám       | 1. futam  | 1. futam  | 2. futam  | 2. futam  | Jobb eredmény | Jobb eredmény | Elődöntő | Elődöntő | Döntő   | Döntő    |
| Versenyző                         | Versenyszám       | Pont      | Hely.     | Pont      | Hely.     | Pont          | Hely.         | Pont     | Hely.    | Pont    | Helyezés |
| --------------------------------- | ----------------- | --------- | --------- | --------- | --------- | ------------- | ------------- | -------- | -------- | ------- | -------- |
| Alekszandr Lipatov                | Férfi kenu egyes  | 101,78    | 10.       | 98,72     | 7.        | 98,72         | 10.           | 104,69   | 13.      | kiesett | kiesett  |
| Mihail Kuznyecov Dmitrij Larionov | Férfi kenu kettes | 167,26    | 12.       | 107,39    | 5.        | 107,39        | 8.            | 112,39   | 8.       | 106,70  | 6.       |
| Pavel Ejgel                       | Férfi kajak egyes | 96,72     | 15.       | 88,57     | 4.        | 88,57         | 6.            | 92,43    | 7.       | 92,69   | 9.       |
| Marta Haritonova                  | Női kajak egyes   | 111,01    | 13.       | 104,72    | 5.        | 104,72        | 8.            | 160,39   | 15.      | kiesett | kiesett  |

## Kerékpározás

### Hegyi-kerékpározás
| Versenyző         | Versenyszám | Idő     | Helyezés |
| ----------------- | ----------- | ------- | -------- |
| Anton Szincov     | Férfi       | 1:37:38 | 12.      |
| Irina Kalentyjeva | Női         | 1:36:54 | 17.      |

### Országúti kerékpározás
| Versenyző           | Versenyszám         | Idő           | Helyezés      |
| ------------------- | ------------------- | ------------- | ------------- |
| Szergej Csernyeckij | Férfi mezőnyverseny | 6:19:43       | 31.           |
| Alekszej Kurbatov   | Férfi mezőnyverseny | nem ért célba | nem ért célba |
| Pavel Kocsetkov     | Férfi mezőnyverseny | 6:22:23       | 38.           |
| Pavel Kocsetkov     | Férfi időfutam      | 1:20:07,59    | 28.           |
| Olga Zabelinszkaja  | Női mezőnyverseny   | 3:55:52       | 16.           |
| Olga Zabelinszkaja  | Női időfutam        | 44:31,97      |               |

### Pálya-kerékpározás
Sprintversenyek
| Versenyző                          | Versenyszám  | Selejtező | Selejtező | 1. forduló              | Vigaszág               | Vigaszág | 2. forduló                  | Vigaszág               | Vigaszág | 9–12. helyért          | 9–12. helyért | Negyeddöntő                   | 5–8. helyért                                                      | 5–8. helyért | Elődöntő              | Döntő                            | Helyezés |
| Versenyző                          | Versenyszám  | Idő       | Hely.     | Ellenfél Győztes idő    | Ellenfelek Győztes idő | Hely.    | Ellenfél Győztes idő        | Ellenfelek Győztes idő | Hely.    | Ellenfelek Győztes idő | Hely.         | Ellenfél Győztes idő          | Ellenfelek Győztes idő                                            | Hely.        | Ellenfél Győztes idő  | Ellenfél Győztes idő             | Helyezés |
| ---------------------------------- | ------------ | --------- | --------- | ----------------------- | ---------------------- | -------- | --------------------------- | ---------------------- | -------- | ---------------------- | ------------- | ----------------------------- | ----------------------------------------------------------------- | ------------ | --------------------- | -------------------------------- | -------- |
| Gyenyisz Dmitrijev                 | Férfi egyéni | 9,774     | 4.        | Sarnecki (POL) · 10,141 |                        |          | Webster (NZL) · 10,102      |                        |          |                        |               | Baugé (FRA) · 10,202 · 10,166 |                                                                   |              | Kenny (GBR) · 10,139  | Glaetzer (AUS) · 10,105 · 10,190 |          |
| Nyikita Sursin                     | Férfi egyéni | 10,418    | 26.       | kiesett                 | kiesett                | kiesett  | kiesett                     | kiesett                | kiesett  | kiesett                | kiesett       | kiesett                       | kiesett                                                           | kiesett      | kiesett               | kiesett                          | kiesett  |
| Darja Smeleva                      | Női egyéni   | 11,230    | 22.       | kiesett                 | kiesett                | kiesett  | kiesett                     | kiesett                | kiesett  | kiesett                | kiesett       | kiesett                       | kiesett                                                           | kiesett      | kiesett               | kiesett                          | kiesett  |
| Anasztaszija Vojnova               | Női egyéni   | 10,985    | 11.       | Morton (AUS) · 11,503   |                        |          | Csung Tiensi (CHN) · 11,271 |                        |          |                        |               | Ligtlee (NED)                 | Csung Tiensi (CHN) · Lee Wai Sze (HKG) · Simona Krupeckaitė (LTU) | 8.           |                       |                                  |          |
| Darja Smeleva Anasztaszija Vojnova | Női csapat   | 32,655    | 2.        |                         |                        |          |                             |                        |          |                        |               |                               |                                                                   |              | Kanada (CAN) · 32,324 | Kína (CHN) · 32,401              |          |

Keirin
| Versenyző            | Versenyszám | 1. forduló | Vigaszág | 2. forduló | Döntő    | Helyezés |
| Versenyző            | Versenyszám | Helyezés   | Helyezés | Helyezés   | Helyezés | Helyezés |
| -------------------- | ----------- | ---------- | -------- | ---------- | -------- | -------- |
| Gyenyisz Dmitrijev   | Férfi       | 4.         | 2.       | kiesett    | kiesett  | kiesett  |
| Darja Smeleva        | Női         | 3.         | 2.       | kiesett    | kiesett  | kiesett  |
| Anasztaszija Vojnova | Női         | 4.         | 1.       | 3.         |          | 4.       |

### BMX
| Versenyző             | Versenyszám | Selejtező | Selejtező | Negyeddöntő | Negyeddöntő | Elődöntő | Elődöntő | Döntő   | Döntő   |
| Versenyző             | Versenyszám | Eredm.    | Hely.     | Eredm.      | Hely.       | Eredm.   | Hely.    | Eredm.  | Hely.   |
| --------------------- | ----------- | --------- | --------- | ----------- | ----------- | -------- | -------- | ------- | ------- |
| Jevgenyij Komarov     | Férfi       | 36,958    | 30.       | 16          | 6.          | kiesett  | kiesett  | kiesett | kiesett |
| Jaroszlava Bondarenko | Női         | 35,682    | 11.       |             |             | 13       | 4.       | 36,017  | 5.      |

## Kézilabda

### Női
| Orosz női kézilabdacsapat-játékoskeret | Orosz női kézilabdacsapat-játékoskeret                                                                                                   |
| --- | --- |
| - Olga Akopjan - Irina Bliznova - Vladlena Bobrovnyikova - Darja Dmitrijeva - Jekatyerina Iljina - Tatyjana Jerohina - Viktorija Kalinyina - Polina Kuznyecova | - Jekatyerina Marennyikova - Majja Petrova - Anna Szedojkina - Anna Szeny - Marina Szudakova - Anna Vjahireva - Viktorija Zsilinszkajtye |
| Szövetségi kapitány: Jevgenyij Trefilov | |

#### Eredmények
Csoportkör
B csoport
| Hely. | Csapat              | M | Gy | D | V | G+  | G–  | Gk  | P  | Továbbjutás |
| ----- | ------------------- | - | -- | - | - | --- | --- | --- | -- | ----------- |
| 1.    | Oroszország (RUS)   | 5 | 5  | 0 | 0 | 165 | 147 | +18 | 10 | Negyeddöntő |
| 2.    | Franciaország (FRA) | 5 | 4  | 0 | 1 | 118 | 93  | +25 | 8  | Negyeddöntő |
| 3.    | Svédország (SWE)    | 5 | 2  | 1 | 2 | 150 | 141 | +9  | 5  | Negyeddöntő |
| 4.    | Hollandia (NED)     | 5 | 1  | 2 | 2 | 135 | 135 | 0   | 4  | Negyeddöntő |
| 5.    | Dél-Korea (KOR)     | 5 | 1  | 1 | 3 | 130 | 136 | −6  | 3  |             |
| 6.    | Argentína (ARG)     | 5 | 0  | 0 | 5 | 101 | 147 | −46 | 0  |             |

| 2016. augusztus 6. 14:40 (19:40) | Oroszország (RUS) | 30–25       | Dél-Korea (KOR) | Future Arena, Rio de Janeiro Játékvezetők: Santos, Fonseca (POR) |
| 2016. augusztus 6. 14:40 (19:40) | Szudakova 6       | (12–13)     | Csong, Kim 6    | Future Arena, Rio de Janeiro Játékvezetők: Santos, Fonseca (POR) |
| 2016. augusztus 6. 14:40 (19:40) | 3× 3×             | Jegyzőkönyv | 7× 4× 1×        | Future Arena, Rio de Janeiro Játékvezetők: Santos, Fonseca (POR) |

| 2016. augusztus 8. 11:30 (16:30) | Franciaország (FRA) | 25–26       | Oroszország (RUS) | Future Arena, Rio de Janeiro Játékvezetők: Lah, Sok (SLO) |
| 2016. augusztus 8. 11:30 (16:30) | Lacrabère 11        | (10–15)     | Kuznyecova 6      | Future Arena, Rio de Janeiro Játékvezetők: Lah, Sok (SLO) |
| 2016. augusztus 8. 11:30 (16:30) | 6× 3×               | Jegyzőkönyv | 4× 4×             | Future Arena, Rio de Janeiro Játékvezetők: Lah, Sok (SLO) |

| 2016. augusztus 10. 14:40 (19:40) | Oroszország (RUS)           | 36–34       | Svédország (SWE) | Future Arena, Rio de Janeiro Játékvezetők: Pinto, Menezes (BRA) |
| 2016. augusztus 10. 14:40 (19:40) | Bobrovnyikova, Dmitrijeva 6 | (15–18)     | Gulldén 11       | Future Arena, Rio de Janeiro Játékvezetők: Pinto, Menezes (BRA) |
| 2016. augusztus 10. 14:40 (19:40) | 3× 4× 1×                    | Jegyzőkönyv | 6× 3× 1×         | Future Arena, Rio de Janeiro Játékvezetők: Pinto, Menezes (BRA) |

| 2016. augusztus 12. 19:50 (00:50) | Oroszország (RUS) | 35–29       | Argentína (ARG) | Future Arena, Rio de Janeiro Játékvezetők: Mousaviyan, Kolahdouzan (IRI) |
| 2016. augusztus 12. 19:50 (00:50) | Vjahireva 7       | (20–18)     | Pizzo 6         | Future Arena, Rio de Janeiro Játékvezetők: Mousaviyan, Kolahdouzan (IRI) |
| 2016. augusztus 12. 19:50 (00:50) | 11× 3× 1×         | Jegyzőkönyv | 7× 4×           | Future Arena, Rio de Janeiro Játékvezetők: Mousaviyan, Kolahdouzan (IRI) |

| 2016. augusztus 14. 14:40 (19:40) | Hollandia (NED) | 34–38       | Oroszország (RUS) | Future Arena, Rio de Janeiro Játékvezetők: Lah, Sok (SLO) |
| 2016. augusztus 14. 14:40 (19:40) | Polman 12       | (16–17)     | Iljina 8          | Future Arena, Rio de Janeiro Játékvezetők: Lah, Sok (SLO) |
| 2016. augusztus 14. 14:40 (19:40) | 6× 3×           | Jegyzőkönyv | 4× 2×             | Future Arena, Rio de Janeiro Játékvezetők: Lah, Sok (SLO) |

Negyeddöntő
| 2016. augusztus 16. 20:30 (01:30) | Oroszország (RUS) | 31–27       | Angola (ANG) | Future Arena, Rio de Janeiro Játékvezetők: Pinto, Menezes (BRA) |
| 2016. augusztus 16. 20:30 (01:30) | Kuznyecova 5      | (18–14)     | Bernardo 8   | Future Arena, Rio de Janeiro Játékvezetők: Pinto, Menezes (BRA) |
| 2016. augusztus 16. 20:30 (01:30) | 5× 2× 1×          | Jegyzőkönyv | 4× 3×        | Future Arena, Rio de Janeiro Játékvezetők: Pinto, Menezes (BRA) |

Elődöntő
| 2016. augusztus 18. 20:30 (01:30) | Norvégia (NOR) | 37–38 (h. u.)  | Oroszország (RUS) | Future Arena, Rio de Janeiro Játékvezetők: Lah, Sok (SLO) |
| 2016. augusztus 18. 20:30 (01:30) | Mørk 14        | (16–18, 31–31) | Bobrovnyikova 8   | Future Arena, Rio de Janeiro Játékvezetők: Lah, Sok (SLO) |
| 2016. augusztus 18. 20:30 (01:30) | 7× 3×          | Jegyzőkönyv    | 5× 4×             | Future Arena, Rio de Janeiro Játékvezetők: Lah, Sok (SLO) |

Döntő
| 2016. augusztus 20. 15:30 (20:30) | Franciaország (FRA) | 19–22       | Oroszország (RUS) | Future Arena, Rio de Janeiro Játékvezetők: Røen, Arntsen (NOR) |
| 2016. augusztus 20. 15:30 (20:30) | Dembélé, Pineau 5   | (7–10)      | Vjahireva 5       | Future Arena, Rio de Janeiro Játékvezetők: Røen, Arntsen (NOR) |
| 2016. augusztus 20. 15:30 (20:30) | 1× 2×               | Jegyzőkönyv | 2× 3×             | Future Arena, Rio de Janeiro Játékvezetők: Røen, Arntsen (NOR) |

## Lovaglás
Díjlovaglás
| Versenyző          | Ló       | Versenyszám | 1. kör | 1. kör | 2. kör  | 2. kör  | 3. kör  | 3. kör  | Végeredmény | Végeredmény |
| Versenyző          | Ló       | Versenyszám | Pont   | Hely.  | Pont    | Hely.   | Pont    | Hely.   | Pont        | Helyezés    |
| ------------------ | -------- | ----------- | ------ | ------ | ------- | ------- | ------- | ------- | ----------- | ----------- |
| Marina Aframejeva  | Vosk     | Egyéni      | 71,343 | 31.    | kiesett | kiesett | kiesett | kiesett | kiesett     | kiesett     |
| Inyessza Merkulova | Mister X | Egyéni      | 75,800 | 14.    | 73,154  | 23.     | kiesett | kiesett | kiesett     | kiesett     |

Lovastusa
| Versenyző                                                | Ló         | Versenyszám | Díjlovaglás | Díjlovaglás | Tereplovaglás | Tereplovaglás | Tereplovaglás | Díjugratás | Díjugratás  | Díjugratás | Díjugratás | Végeredmény | Végeredmény |
| Versenyző                                                | Ló         | Versenyszám | Díjlovaglás | Díjlovaglás | Tereplovaglás | Tereplovaglás | Tereplovaglás | Selejtező  | Selejtező   | Selejtező  | Döntő      | Végeredmény | Végeredmény |
| Versenyző                                                | Ló         | Versenyszám | Bünt.       | Hely.       | Bünt.         | Bünt. össz.   | Hely.         | Bünt.      | Bünt. össz. | Hely.      | Bünt.      | Bünt.       | Helyezés    |
| -------------------------------------------------------- | ---------- | ----------- | ----------- | ----------- | ------------- | ------------- | ------------- | ---------- | ----------- | ---------- | ---------- | ----------- | ----------- |
| Alekszandr Markov                                        | Kurfurstin | Egyéni      | 48,90       | 39.         | kiesett       | kiesett       | kiesett       | kiesett    | kiesett     | kiesett    | kiesett    | kiesett     | kiesett     |
| Andrej Mityin                                            | Gurza      | Egyéni      | 59,90       | 62.         | kiesett       | kiesett       | kiesett       | kiesett    | kiesett     | kiesett    | kiesett    | kiesett     | kiesett     |
| Jevgenyija Ovcsinnyikova                                 | Orion      | Egyéni      | 66,00       | 65.         | kiesett       | kiesett       | kiesett       | kiesett    | kiesett     | kiesett    | kiesett    | kiesett     | kiesett     |
| Alekszandr Markov Andrej Mityin Jevgenyija Ovcsinnyikova |            | Csapat      | 174,80      | 13.         | 3000          | 3000          | 13.           |            |             |            |            | 3000        | 13.         |

## Műugrás
Férfi
| Versenyző                         | Versenyszám          | Selejtező | Selejtező | Elődöntő | Elődöntő | Döntő   | Döntő    |
| Versenyző                         | Versenyszám          | Pont      | Helyezés  | Pont     | Helyezés | Pont    | Helyezés |
| --------------------------------- | -------------------- | --------- | --------- | -------- | -------- | ------- | -------- |
| Jevgenyij Kuznyecov               | Egyéni műugrás       | 449,90    | 4.        | 468,35   | 3.       | 481,35  | 4.       |
| Ilja Zaharov                      | Egyéni műugrás       | 389,90    | 18.       | 345,60   | 18.      | kiesett | kiesett  |
| Viktor Minyibajev                 | Egyéni toronyugrás   | 462,25    | 8.        | 474,10   | 6.       | 481,60  | 8.       |
| Nyikita Slejher                   | Egyéni toronyugrás   | 418,15    | 16.       | 415,75   | 17.      | kiesett | kiesett  |
| Jevgenyij Kuznyecov Ilja Zaharov  | Szinkron műugrás     |           |           |          |          | 385,17  | 7.       |
| Viktor Minyibajev Nyikita Slejher | Szinkron toronyugrás |           |           |          |          | 417,57  | 7.       |

Női
| Versenyző            | Versenyszám        | Selejtező | Selejtező | Elődöntő | Elődöntő | Döntő   | Döntő    |
| Versenyző            | Versenyszám        | Pont      | Helyezés  | Pont     | Helyezés | Pont    | Helyezés |
| -------------------- | ------------------ | --------- | --------- | -------- | -------- | ------- | -------- |
| Nagyezsda Bazsina    | Egyéni műugrás     | 252,00    | 26.       | kiesett  | kiesett  | kiesett | kiesett  |
| Krisztyina Iljinih   | Egyéni műugrás     | 304,05    | 15.       | 295,20   | 15.      | kiesett | kiesett  |
| Jekatyerina Petuhova | Egyéni toronyugrás | 317,25    | 11.       | 259,50   | 18.      | kiesett | kiesett  |
| Julija Tyimosinyina  | Egyéni toronyugrás | 212,25    | 28.       | kiesett  | kiesett  | kiesett | kiesett  |

## Ökölvívás
Férfi
| Versenyző            | Versenyszám  | Selejtező            | Nyolcaddöntő               | Negyeddöntő                | Elődöntő                       | Döntő              | Helyezés |
| Versenyző            | Versenyszám  | Ellenfél Eredmény    | Ellenfél Eredmény          | Ellenfél Eredmény          | Ellenfél Eredmény              | Ellenfél Eredmény  | Helyezés |
| -------------------- | ------------ | -------------------- | -------------------------- | -------------------------- | ------------------------------ | ------------------ | -------- |
| Vaszilij Jegorov     | Papírsúly    | erőnyerő             | Nico Hernández (USA) · 0–3 | kiesett                    | kiesett                        | kiesett            | kiesett  |
| Mihail Alojan        | Légsúly      | erőnyerő             | Konki (FRA) · 3–0          | Ávila (COL) · 3–0          | Csu Csüankuan (CHN) · 3–0      | Zoirov (UZB) · 0–3 |          |
| Vlagyimir Nyikityin  | Harmatsúly   | Warawara (VAN) · 3–0 | Butdee (THA) · 2–1         | Conlan (IRL) · 3–0         | Stevenson (USA) · visszalépett | kiesett            |          |
| Adlan Abdurasidov    | Könnyűsúly   | Katua (PNG) · 3–0    | Benbaziz (ALG) · 0–3       | kiesett                    | kiesett                        | kiesett            | kiesett  |
| Vitalij Dunajcev     | Kisváltósúly | erőnyerő             | Baatarsükh (MGL) · 3–0     | Hu Csien-hszün (CHN) · 3–0 | Gaibnazarov (UZB) · 1–2        | kiesett            |          |
| Andrej Zamkovoj      | Váltósúly    | Okwiri (KEN) · 1–2   | kiesett                    | kiesett                    | kiesett                        | kiesett            | kiesett  |
| Artyom Csebotarjov   | Középsúly    | erőnyerő             | Shakhsuvarly (AZE) · 1–2   | kiesett                    | kiesett                        | kiesett            | kiesett  |
| Pjotr Hamukov        | Félnehézsúly | Ramirez (VEN) · 1–2  | kiesett                    | kiesett                    | kiesett                        | kiesett            | kiesett  |
| Jevgenyij Tyiscsenko | Nehézsúly    | erőnyerő             | Nogueira (BRA) · 3–0       | Russo (ITA) · 3–0          | Tulaganov (UZB) · 3–0          | Levit (KAZ) · 3–0  |          |

Női
| Versenyző              | Versenyszám | Selejtező                  | Negyeddöntő         | Elődöntő            | Döntő             | Helyezés |
| Versenyző              | Versenyszám | Ellenfél Eredmény          | Ellenfél Eredmény   | Ellenfél Eredmény   | Ellenfél Eredmény | Helyezés |
| ---------------------- | ----------- | -------------------------- | ------------------- | ------------------- | ----------------- | -------- |
| Anasztaszija Beljakova | Könnyűsúly  | erőnyerő                   | Mayer (USA) · 2–0   | Mossely (FRA) · TKO | kiesett           |          |
| Jaroszlava Jakusina    | Középsúly   | Csen Nien-csin (TPE) · 3–0 | Shields (USA) · 0–3 | kiesett             | kiesett           | kiesett  |

## Öttusa
| Versenyző           | Versenyszám | Vívás    | Vívás  | Vívás | Úszás      | Úszás | Úszás | Lovaglás | Lovaglás | Lovaglás | Lovaglás | Futás/Lövészet | Futás/Lövészet | Futás/Lövészet | Futás/Lövészet | Összesen    | Összesen |
| Versenyző           | Versenyszám | Eredmény | Pont   | Hely. | Idő        | Pont  | Hely. | Idő      | Hibapont | Pont     | Hely.    | Lövőhiba       | Idő            | Pont           | Hely.          | Összes pont | Helyezés |
| ------------------- | ----------- | -------- | ------ | ----- | ---------- | ----- | ----- | -------- | -------- | -------- | -------- | -------------- | -------------- | -------------- | -------------- | ----------- | -------- |
| Alekszandr Leszun   | Férfi       | 28–7     | 268 OR | 1.    | 2:05,58    | 324   | 22.   |          | 21       | 279      | 21.      |                | 11:32,35       | 608            | 20.            | 1479        |          |
| Gulnaz Gubajdullina | Női         | 8–27     | 148    | 36.   | 2:07,94 OR | 317   | 1.    |          | 10       | 290      | 15.      |                | 12:30,76       | 550            | 5.             | 1305        | 15.      |
| Donata Rimšaitė     | Női         | 17–18    | 202    | 17.   | 2:22,09    | 274   | 30.   |          | 16       | 284      | 19.      |                | 12:32,67       | 548            | 6.             | 1308        | 12.      |

## Röplabda

### Férfi
| Orosz férfi röplabdacsapat-játékoskeret                                                              | Orosz férfi röplabdacsapat-játékoskeret                                                                        |
| --- | --- |
| - Andrej Ascsev - Kosztyantin Bakun - Szergej Grankin - Artyom Jermakov - Jahor Kljuka - Igor Kobzar | - Makszim Mihajlov - Szergej Tyetyuhin - Alekszej Verbov - Alekszandr Volkov - Dmitrij Volkov - Artyom Volvics |

#### Eredmények
Csoportkör
B csoport
|       |                     | Mérkőzések | Mérkőzések | Mérkőzések | Mérkőzések | Szettek | Szettek | Szettek | Pontok | Pontok | Pontok |
| Hely. | Csapat              | M          | Gy         | V          | Pont       | Sz+     | Sz–     | SzA     | P+     | P–     | PA     |
| ----- | ------------------- | ---------- | ---------- | ---------- | ---------- | ------- | ------- | ------- | ------ | ------ | ------ |
| 1.    | Argentína (ARG)     | 5          | 4          | 1          | 12         | 12      | 4       | 3,000   | 394    | 335    | 1,176  |
| 2.    | Lengyelország (POL) | 5          | 4          | 1          | 12         | 14      | 5       | 2,800   | 447    | 389    | 1,149  |
| 3.    | Oroszország (RUS)   | 5          | 4          | 1          | 11         | 13      | 6       | 2,167   | 432    | 367    | 1,177  |
| 4.    | Irán (IRI)          | 5          | 2          | 3          | 7          | 8       | 9       | 0,889   | 389    | 392    | 0,992  |
| 5.    | Egyiptom (EGY)      | 5          | 1          | 4          | 3          | 3       | 12      | 0,250   | 286    | 362    | 0,790  |
| 6.    | Kuba (CUB)          | 5          | 0          | 5          | 0          | 1       | 15      | 0,067   | 300    | 403    | 0,744  |

| 2016. augusztus 7. 20:30 (1:30) | Oroszország (RUS)                        | 3–1 | Kuba (CUB) | Ginásio do Maracanãzinho, Rio de Janeiro Nézőszám: 6287 Játékvezető: Vladimir Simonović (SRB), Rogerio Espicalsky (BRA) |
| 2016. augusztus 7. 20:30 (1:30) | (25–17, 25–19, 22–25, 25–18) Jegyzőkönyv |     |            | Ginásio do Maracanãzinho, Rio de Janeiro Nézőszám: 6287 Játékvezető: Vladimir Simonović (SRB), Rogerio Espicalsky (BRA) |

| 2016. augusztus 9. 9:30 (14:30) | Oroszország (RUS)                        | 1–3 | Argentína (ARG) | Ginásio do Maracanãzinho, Rio de Janeiro Nézőszám: 5743 Játékvezető: Arturo di Giacomo (BEL), Heike Kraft (GER) |
| 2016. augusztus 9. 9:30 (14:30) | (18–25, 25–18, 18–25, 21–25) Jegyzőkönyv |     |                 | Ginásio do Maracanãzinho, Rio de Janeiro Nézőszám: 5743 Játékvezető: Arturo di Giacomo (BEL), Heike Kraft (GER) |

| 2016. augusztus 11. 11:35 (16:35) | Oroszország (RUS)                | 3–0 | Egyiptom (EGY) | Ginásio do Maracanãzinho, Rio de Janeiro Nézőszám: 6665 Játékvezető: Paulo Turci (BRA), Ibrahim Al-Naama (QAT) |
| 2016. augusztus 11. 11:35 (16:35) | (25–11, 25–17, 25–9) Jegyzőkönyv |     |                | Ginásio do Maracanãzinho, Rio de Janeiro Nézőszám: 6665 Játékvezető: Paulo Turci (BRA), Ibrahim Al-Naama (QAT) |

| 2016. augusztus 13. 15:00 (20:00) | Lengyelország (POL)                             | 2–3 | Oroszország (RUS) | Ginásio do Maracanãzinho, Rio de Janeiro Nézőszám: 7239 Játékvezető: Fabrizio Pasquali (ITA), Juraj Mokrý (SVK) |
| 2016. augusztus 13. 15:00 (20:00) | (18–25, 25–16, 18–25, 25–22, 13–15) Jegyzőkönyv |     |                   | Ginásio do Maracanãzinho, Rio de Janeiro Nézőszám: 7239 Játékvezető: Fabrizio Pasquali (ITA), Juraj Mokrý (SVK) |

| 2016. augusztus 15. 15:00 (20:00) | Oroszország (RUS)                 | 3–0 | Irán (IRI) | Ginásio do Maracanãzinho, Rio de Janeiro Nézőszám: 7387 Játékvezető: Liu Csiang (Liu Jiang) (CHN), Fabrizio Pasquali (ITA) |
| 2016. augusztus 15. 15:00 (20:00) | (25–23, 25–16, 25–20) Jegyzőkönyv |     |            | Ginásio do Maracanãzinho, Rio de Janeiro Nézőszám: 7387 Játékvezető: Liu Csiang (Liu Jiang) (CHN), Fabrizio Pasquali (ITA) |

Negyeddöntő
| 2016. augusztus 17. 10:00 (15:00) | Kanada (CAN)                      | 0–3 | Oroszország (RUS) | Ginásio do Maracanãzinho, Rio de Janeiro Nézőszám: 6291 Játékvezető: Arturo Di Giacomo (BEL), Mohammad Shahmiri (IRI) |
| 2016. augusztus 17. 10:00 (15:00) | (15–25, 20–25, 18–25) Jegyzőkönyv |     |                   | Ginásio do Maracanãzinho, Rio de Janeiro Nézőszám: 6291 Játékvezető: Arturo Di Giacomo (BEL), Mohammad Shahmiri (IRI) |

Elődöntő
| 2016. augusztus 19. 22:15 (3:15) | Oroszország (RUS)                 | 0–3 | Brazília (BRA) | Ginásio do Maracanãzinho, Rio de Janeiro Nézőszám: 9784 Játékvezető: Juraj Mokrý (SVK), Vladimir Simonović (SRB) |
| 2016. augusztus 19. 22:15 (3:15) | (21–25, 20–25, 17–25) Jegyzőkönyv |     |                | Ginásio do Maracanãzinho, Rio de Janeiro Nézőszám: 9784 Játékvezető: Juraj Mokrý (SVK), Vladimir Simonović (SRB) |

Bronzmérkőzés
| 2016. augusztus 21. 9:30 (14:30) | Egyesült Államok (USA)                          | 3–2 | Oroszország (RUS) | Ginásio do Maracanãzinho, Rio de Janeiro Nézőszám: 6976 Játékvezető: Fabrizio Pasquali (ITA), Liu Csiang (Liu Jiang) (CHN) |
| 2016. augusztus 21. 9:30 (14:30) | (23–25, 21–25, 25–19, 25–19, 15–13) Jegyzőkönyv |     |                   | Ginásio do Maracanãzinho, Rio de Janeiro Nézőszám: 6976 Játékvezető: Fabrizio Pasquali (ITA), Liu Csiang (Liu Jiang) (CHN) |

| Csapat            | Helyezés |
| ----------------- | -------- |
| Oroszország (RUS) | 4.       |

### Női
| Orosz női röplabdacsapat-játékoskeret                                                                                     | Orosz női röplabdacsapat-játékoskeret                                                                        |
| --- | --- |
| - Irina Fetyiszova - Natalija Goncsarova - Jelena Jezsova - Tatyjana Koseleva - Jekatyerina Koszjanyenko - Darja Maligina | - Anna Malova - Jana Scserbany - Anasztaszija Szamojlenko - Vera Vetrova - Irina Voronkova - Irina Zarjazsko |

#### Eredmények
Csoportkör
A csoport
|       |                   | Mérkőzések | Mérkőzések | Mérkőzések | Mérkőzések | Szettek | Szettek | Szettek | Pontok | Pontok | Pontok |
| Hely. | Csapat            | M          | Gy         | V          | Pont       | Sz+     | Sz–     | SzA     | P+     | P–     | PA     |
| ----- | ----------------- | ---------- | ---------- | ---------- | ---------- | ------- | ------- | ------- | ------ | ------ | ------ |
| 1.    | Brazília (BRA)    | 5          | 5          | 0          | 15         | 15      | 0       | —       | 377    | 272    | 1,386  |
| 2.    | Oroszország (RUS) | 5          | 4          | 1          | 12         | 12      | 4       | 3,000   | 393    | 323    | 1,217  |
| 3.    | Dél-Korea (KOR)   | 5          | 3          | 2          | 9          | 10      | 7       | 1,429   | 384    | 372    | 1,032  |
| 4.    | Japán (JPN)       | 5          | 2          | 3          | 6          | 7       | 9       | 0,778   | 347    | 364    | 0,953  |
| 5.    | Argentína (ARG)   | 5          | 1          | 4          | 2          | 3       | 14      | 0,214   | 319    | 407    | 0,784  |
| 6.    | Kamerun (CMR)     | 5          | 0          | 5          | 1          | 2       | 15      | 0,133   | 328    | 410    | 0,800  |

| 2016. augusztus 6. 20:30 (1:30) | Oroszország (RUS)                 | 3–0 | Argentína (ARG) | Ginásio do Maracanãzinho, Rio de Janeiro Nézőszám: 5437 Játékvezető: Ibrahim Al-Naama (QAT), Luis Macias (MEX) |
| 2016. augusztus 6. 20:30 (1:30) | (25–13, 25–10, 25–16) Jegyzőkönyv |     |                 | Ginásio do Maracanãzinho, Rio de Janeiro Nézőszám: 5437 Játékvezető: Ibrahim Al-Naama (QAT), Luis Macias (MEX) |

| 2016. augusztus 8. 20:30 (1:30) | Oroszország (RUS)                        | 3–1 | Dél-Korea (KOR) | Ginásio do Maracanãzinho, Rio de Janeiro Nézőszám: 5398 Játékvezető: Piotr Dudek (POL), Ibrahim Al-Naama (QAT) |
| 2016. augusztus 8. 20:30 (1:30) | (25–23, 23–25, 25–23, 25–14) Jegyzőkönyv |     |                 | Ginásio do Maracanãzinho, Rio de Janeiro Nézőszám: 5398 Játékvezető: Piotr Dudek (POL), Ibrahim Al-Naama (QAT) |

| 2016. augusztus 10. 17:05 (22:05) | Oroszország (RUS)                 | 3–0 | Kamerun (CMR) | Ginásio do Maracanãzinho, Rio de Janeiro Nézőszám: 6396 Játékvezető: Ibrahim Al-Naama (QAT), Mohammad Shahmiri (IRI) |
| 2016. augusztus 10. 17:05 (22:05) | (25–19, 25–22, 25–23) Jegyzőkönyv |     |               | Ginásio do Maracanãzinho, Rio de Janeiro Nézőszám: 6396 Játékvezető: Ibrahim Al-Naama (QAT), Mohammad Shahmiri (IRI) |

| 2016. augusztus 12. 20:30 (1:30) | Oroszország (RUS)                 | 3–0 | Japán (JPN) | Ginásio do Maracanãzinho, Rio de Janeiro Nézőszám: 7448 Játékvezető: Mohammad Shahmiri (IRI), Heike Kraft (GER) |
| 2016. augusztus 12. 20:30 (1:30) | (25–14, 30–28, 25–18) Jegyzőkönyv |     |             | Ginásio do Maracanãzinho, Rio de Janeiro Nézőszám: 7448 Játékvezető: Mohammad Shahmiri (IRI), Heike Kraft (GER) |

| 2016. augusztus 14. 22:35 (3:35) | Brazília (BRA)                    | 3–0 | Oroszország (RUS) | Ginásio do Maracanãzinho, Rio de Janeiro Nézőszám: 8892 Játékvezető: Nasr Shaaban (EGY), Taoufik Boudaya (TUN) |
| 2016. augusztus 14. 22:35 (3:35) | (25–23, 25–21, 25–21) Jegyzőkönyv |     |                   | Ginásio do Maracanãzinho, Rio de Janeiro Nézőszám: 8892 Játékvezető: Nasr Shaaban (EGY), Taoufik Boudaya (TUN) |

Negyeddöntő
| 2016. augusztus 16. 18:00 (23:00) | Oroszország (RUS)                 | 0–3 | Szerbia (SRB) | Ginásio do Maracanãzinho, Rio de Janeiro Nézőszám: 7121 Játékvezető: Susana Rodríguez (ESP), Hernán Casamiquela (ARG) |
| 2016. augusztus 16. 18:00 (23:00) | (09–25, 22–25, 21–25) Jegyzőkönyv |     |               | Ginásio do Maracanãzinho, Rio de Janeiro Nézőszám: 7121 Játékvezető: Susana Rodríguez (ESP), Hernán Casamiquela (ARG) |

| Csapat            | Helyezés |
| ----------------- | -------- |
| Oroszország (RUS) | 5.       |

### Strandröplabda

#### Férfi
| Versenyző                                        | Csoportkör | Csoportkör | Nyolcaddöntő                                                 | Negyeddöntő                                            | Elődöntő                                               | Döntő                                             | Helyezés |
| Versenyző                                        | Ellenfél Eredmény | Hely.      | Ellenfél Eredmény                                            | Ellenfél Eredmény                                      | Ellenfél Eredmény                                      | Ellenfél Eredmény                                 | Helyezés |
| ------------------------------------------------ | --- | ---------- | ------------------------------------------------------------ | ------------------------------------------------------ | ------------------------------------------------------ | ------------------------------------------------- | -------- |
| Vjacseszlav Kraszilnyikov Konsztantyin Szemjonov | E csoport · Lengyelország (POL) · Fijałek–Prudel · 21–14, 21–13 · Chile (CHI) · E. Grimalt–M. Grimalt · 21–17, 21–14 · Hollandia (NED) · Nummerdor–Varenhorst              | 1.         | Katar (QAT) · Cherif–Jefferson · 21–13, 21–13                | Kuba (CUB) · Díaz–González · 22–20, 22–24, 18–16       | Olaszország (ITA) · Lupo–Nicolai · 21–15, 16–21, 13–15 | Hollandia (NED) · Brouwer–Meeuwsen · 21–23, 20–22 | 4.       |
| Dmitrij Barszuk Nyikita Ljamin                   | B csoport · Hollandia (NED) · Brouwer–Meeuwsen · 15–21, 14–21 · Lengyelország (POL) · Kantor–Łosiak · 21–14, 21–17 · Németország (GER) · Böckermann–Flüggen · 21–14, 21–17 | 2.         | Brazília (BRA) · Evandro–Pedro Solberg · 16–21, 21–14, 15–10 | Olaszország (ITA) · Lupo–Nicolai · 18–21, 22–20, 11–15 | kiesett                                                | kiesett                                           | 5.       |

#### Női
| Versenyző                              | Csoportkör | Csoportkör                                                                                 | Nyolcaddöntő                                      | Negyeddöntő                                    | Elődöntő          | Döntő             | Helyezés |
| Versenyző                              | Ellenfél Eredmény | Hely.                                                                                      | Ellenfél Eredmény                                 | Ellenfél Eredmény                              | Ellenfél Eredmény | Ellenfél Eredmény | Helyezés |
| -------------------------------------- | --- | ------------------------------------------------------------------------------------------ | ------------------------------------------------- | ---------------------------------------------- | ----------------- | ----------------- | -------- |
| Jekatyerina Birlova Jevgenyija Ukolova | A csoport · Brazília (BRA) · Antunes–França · 14–21, 16–21 · Lengyelország (POL) · Brzostek–Kołosińska · 19–21, 18–21 · Egyesült Államok (USA) · Fendrick–Sweat · 19–21, 18–21 | 3. · Nyolcaddöntőbe jutásért · Csehország (CZE) · Hermannová–Sluková · 21–19, 12–21, 15–10 | Spanyolország (ESP) · Elsa–Liliana · 23–21, 24–22 | Brazília (BRA) · Ágatha–Bárbara · 21–23, 16–21 | kiesett           | kiesett           | 5.       |

## Sportlövészet
Férfi
| Versenyző               | Versenyszám          | Selejtező | Selejtező | Döntő   | Döntő    |
| Versenyző               | Versenyszám          | Pont      | Helyezés  | Pont    | Helyezés |
| ----------------------- | -------------------- | --------- | --------- | ------- | -------- |
| Alekszej Alipov         | Trap                 | 117       | 7.        | kiesett | kiesett  |
| Anton Asztahov          | Skeet                | 119       | 12.       | kiesett | kiesett  |
| Vitalij Fokejev         | Dupla trap           | 133       | 11.       | kiesett | kiesett  |
| Vlagyimir Goncsarov     | Légpisztoly          | 580       | 8.        | 98,9    | 7.       |
| Vlagyimir Goncsarov     | Szabadpisztoly       | 557       | 4.        | 110,0   | 6.       |
| Kirill Grigorjan        | Sportpuska, fekvő    | 628,9     | 2.        | 187,3   |          |
| Vlagyimir Iszakov       | Légpisztoly          | 574       | 31.       | kiesett | kiesett  |
| Szergej Kamenszkij      | Légpuska             | 623,2     | 16.       | kiesett | kiesett  |
| Szergej Kamenszkij      | Sportpuska fekvő     | 629,0     | 1.        | 165,8   | 4.       |
| Szergej Kamenszkij      | Sportpuska összetett | 1184      | 1.        | 458,5   |          |
| Alekszej Klimov         | Gyorstüzelő pisztoly | 581       | 9.        | kiesett | kiesett  |
| Gyenyisz Kulakov        | Szabadpisztoly       | 548       | 23.       | kiesett | kiesett  |
| Vlagyimir Maszlennyikov | Légpuska             | 629,0     | 2         | 184,2   |          |
| Vaszilij Moszin         | Dupla trap           | 132       | 13.       | kiesett | kiesett  |
| Fjodor Vlaszov          | Sportpuska összetett | 1176      | 6.        | 403,1   | 7.       |

Női
| Versenyző             | Versenyszám           | Selejtező | Selejtező | Döntő   | Döntő    |
| Versenyző             | Versenyszám           | Pont      | Helyezés  | Pont    | Helyezés |
| --------------------- | --------------------- | --------- | --------- | ------- | -------- |
| Tatyjana Barszuk      | Trap                  | 62        | 18.       | kiesett | kiesett  |
| Vitalina Bacaraskina  | Légpisztoly           | 390       | 1.        | 197,1   |          |
| Vitalina Bacaraskina  | Sportpisztoly         | 578       | 13.       | kiesett | kiesett  |
| Jekatyerina Korsunova | Légpisztoly           | 387       | 2.        | 73,5    | 8.       |
| Jekatyerina Korsunova | Sportpisztoly         | 582       | 8.        | kiesett | kiesett  |
| Jekatyerina Rabaja    | Trap                  | 65        | 11.       | kiesett | kiesett  |
| Albina Sakirova       | Skeet                 | 69        | 7.        | kiesett | kiesett  |
| Darja Vdovina         | Légpuska              | 417,4     | 4.        | 143,5   | 5.       |
| Darja Vdovina         | Sportpuska, összetett | 579       | 15.       | kiesett | kiesett  |

## Szinkronúszás
| Versenyző | Versenyszám | Technikai gyakorlat | Technikai gyakorlat | Selejtező        | Selejtező        | Selejtező  | Selejtező  | Döntő            | Döntő            | Döntő      | Döntő      | Helyezés |
| Versenyző | Versenyszám | Technikai gyakorlat | Technikai gyakorlat | Szabad gyakorlat | Szabad gyakorlat | Összesítés | Összesítés | Szabad gyakorlat | Szabad gyakorlat | Összesítés | Összesítés | Helyezés |
| Versenyző | Versenyszám | Pont                | Hely.               | Pont             | Hely.            | Pont       | Hely.      | Pont             | Hely.            | Pont       | Hely.      | Helyezés |
| --- | ----------- | ------------------- | ------------------- | ---------------- | ---------------- | ---------- | ---------- | ---------------- | ---------------- | ---------- | ---------- | -------- |
| Natalja Iscsenko Szvetlana Romasina | Páros       | 96,4577             | 1.                  | 98,0667          | 1.               | 194,5244   | 1.         | 98,5333          | 1.               | 194,9910   | 1.         |          |
| Vlada Csigirjova Natalja Iscsenko Szvetlana Kolesznyicsenko Alekszandra Packevics Jelena Prokofjeva Szvetlana Romasina Alla Siskina Gelena Topilina Marija Surocskina | Csapat      | 97,0106             | 1.                  |                  |                  |            |            | 99,1333          | 1.               | 196,1439   | 1.         |          |

## Taekwondo
Férfi
| Versenyző             | Versenyszám | Selejtező              | Negyeddöntő          | Elődöntő          | Vigaszág elődöntő | Bronz- mérkőzés   | Döntő                   | Helyezés |
| Versenyző             | Versenyszám | Ellenfél Eredmény      | Ellenfél Eredmény    | Ellenfél Eredmény | Ellenfél Eredmény | Ellenfél Eredmény | Ellenfél Eredmény       | Helyezés |
| --------------------- | ----------- | ---------------------- | -------------------- | ----------------- | ----------------- | ----------------- | ----------------------- | -------- |
| Alekszej Gyenyiszenko | Pehelysúly  | Contreras (VEN) · 12–2 | Tazegül (TUR) · 19–6 | Achab (BEL) · 6–1 |                   |                   | Abu-Ghaush (JOR) · 6–10 |          |
| Albert Haun           | Váltósúly   | López (USA) · 4–7      | kiesett              | kiesett           | kiesett           | kiesett           | kiesett                 | kiesett  |

Női
| Versenyző                 | Versenyszám | Selejtező         | Negyeddöntő       | Elődöntő          | Vigaszág elődöntő | Bronz- mérkőzés   | Döntő             | Helyezés |
| Versenyző                 | Versenyszám | Ellenfél Eredmény | Ellenfél Eredmény | Ellenfél Eredmény | Ellenfél Eredmény | Ellenfél Eredmény | Ellenfél Eredmény | Helyezés |
| ------------------------- | ----------- | ----------------- | ----------------- | ----------------- | ----------------- | ----------------- | ----------------- | -------- |
| Anasztaszija Barisnyikova | Váltósúly   | Güleç (GER) · 8–9 | kiesett           | kiesett           | kiesett           | kiesett           | kiesett           | kiesett  |

## Tenisz
Férfi
| Versenyző           | Versenyszám | 64-es főtábla                                | 32-es főtábla                  | Nyolcaddöntő             | Negyeddöntő       | Elődöntő          | Bronz- mérkőzés   | Döntő             | Helyezés |
| Versenyző           | Versenyszám | Ellenfél Eredmény                            | Ellenfél Eredmény              | Ellenfél Eredmény        | Ellenfél Eredmény | Ellenfél Eredmény | Ellenfél Eredmény | Ellenfél Eredmény | Helyezés |
| ------------------- | ----------- | -------------------------------------------- | ------------------------------ | ------------------------ | ----------------- | ----------------- | ----------------- | ----------------- | -------- |
| Jevgenyij Donszkoj  | Egyes       | Struff (GER) · 6–3, 6–4                      | Ferrer (ESP) · 3–6, 7–67–1,7–5 | Johnson (USA) · 1–6, 1–6 | kiesett           | kiesett           | kiesett           | kiesett           |          |
| Tyejmuraz Gabasvili | Egyes       | Albot (MDA) · 6–4, 4–6, 4–6                  | kiesett                        | kiesett                  | kiesett           | kiesett           | kiesett           | kiesett           |          |
| Andrej Kuznyecov    | Egyes       | Bautista Agut (ESP) · 7–6(7–4), 2–6, feladta | kiesett                        | kiesett                  | kiesett           | kiesett           | kiesett           | kiesett           |          |

Női
| Versenyző                             | Versenyszám | 64-es főtábla                       | 32-es főtábla                                               | Nyolcaddöntő                               | Negyeddöntő                                               | Elődöntő                                             | Bronz- mérkőzés   | Döntő                                        | Helyezés |
| Versenyző                             | Versenyszám | Ellenfél Eredmény                   | Ellenfél Eredmény                                           | Ellenfél Eredmény                          | Ellenfél Eredmény                                         | Ellenfél Eredmény                                    | Ellenfél Eredmény | Ellenfél Eredmény                            | Helyezés |
| ------------------------------------- | ----------- | ----------------------------------- | ----------------------------------------------------------- | ------------------------------------------ | --------------------------------------------------------- | ---------------------------------------------------- | ----------------- | -------------------------------------------- | -------- |
| Darja Kaszatkina                      | Egyes       | Dzsábir (TUN) · 3–6, 7–6(7–4), 6–1  | Cseng (CHN) · 6–1, 6–4                                      | Errani (ITA) · 7–5, 6–2                    | Keys (USA) · 3–6, 1–6                                     | kiesett                                              | kiesett           | kiesett                                      |          |
| Szvetlana Kuznyecova                  | Egyes       | Vang Csiang (CHN) · 6–1, 4–6, 6–0   | Niculescu (ROU) · ellenfél visszalépett                     | Konta (GBR) · 6–3, 5–7, 5–7                | kiesett                                                   | kiesett                                              | kiesett           | kiesett                                      |          |
| Jekatyerina Makarova                  | Egyes       | Büyükakçay (TUR) · 3–6, 6–0, 7–68–6 | Schmiedlová (SVK) · 3–7, 6–4, 6–2                           | Kvitová (CZE) · 6–4, 4–6, 4–6              | kiesett                                                   | kiesett                                              | kiesett           | kiesett                                      |          |
| Anasztaszija Pavljucsenkova           | Egyes       | Linette (POL) · 6–0, 6–3            | Puig (PUR) · 3–6, 2–6                                       | kiesett                                    | kiesett                                                   | kiesett                                              | kiesett           | kiesett                                      |          |
| Darja Kaszatkina Szvetlana Kuznyecova | Páros       |                                     | Lengyelország (POL) · Grönefeld · Siegmund · 6–1, 6–4       | Japán (JPN) · Doi · Hozumi · 6–4, 1–6, 6–1 | Csehország (CZE) · Hlaváčková · Hradecká · 1–6, 6–4 · 5–7 | kiesett                                              | kiesett           | kiesett                                      |          |
| Jekatyerina Makarova Jelena Vesznyina | Páros       |                                     | Ausztrália (AUS) · An. Rodionova · Ar. Rodionova · 6–1, 6–2 | Románia (ROU) · Mitu · Olaru · 6–1, 6–4    | Spanyolország (ESP) · Muguruza · Suárez · 6–3, 6–4        | Csehország (CZE) · Šafářová · Strýcová · 7–69–7, 6–4 |                   | Svájc (SUI) · Bacsinszky · Hingis · 6–4, 6–4 |          |

## Tollaslabda
| Versenyző                      | Versenyszám | Csoportkör | Csoportkör | Nyolcaddöntő      | Negyeddöntő                                   | Elődöntő          | Bronz- mérkőzés   | Döntő             | Helyezés |
| Versenyző                      | Versenyszám | Ellenfél Eredmény | Hely.      | Ellenfél Eredmény | Ellenfél Eredmény                             | Ellenfél Eredmény | Ellenfél Eredmény | Ellenfél Eredmény | Helyezés |
| ------------------------------ | ----------- | --- | ---------- | ----------------- | --------------------------------------------- | ----------------- | ----------------- | ----------------- | -------- |
| Vlagyimir Malkov               | Férfi egyes | E csoport · Nguyễn (VIE) · 21–15, 9–21, 13–21 · Lin (CHN) · 18–21, 7–21 · Obernosterer (AUT) · 21–11, 21–10                                                 | 3.         | kiesett           | kiesett                                       | kiesett           | kiesett           | kiesett           |          |
| Vlagyimir Ivanov Ivan Szozonov | Férfi páros | A csoport · Tajvan (TPE) · Lee, Tsai · 21–11, 22–20 · Ausztrália (AUS) · Chau, Serasinghe · 21–16, 21–16 · Dél-Korea (KOR) · Lee, Yoo · 21–17, 19–21, 21–16 | 1.         |                   | Kína (CHN) · Chai, Hong · 13–21, 21–16, 16–21 | kiesett           | kiesett           | kiesett           |          |
| Natalja Perminova              | Női egyes   | N csoport · Baldauf (AUT) · 21–17, 21–8 · Tai (TPE) · 12–21,9–21                                                                                            | 2.         | kiesett           | kiesett                                       | kiesett           | kiesett           | kiesett           |          |

## Torna
Férfi
| Versenyző                                                                                 | Versenyszám      | Selejtező | Selejtező | Döntő    | Döntő    |
| Versenyző                                                                                 | Versenyszám      | Pontszám  | Helyezés  | Pontszám | Helyezés |
| ----------------------------------------------------------------------------------------- | ---------------- | --------- | --------- | -------- | -------- |
| Gyenyisz Abljazin David Beljavszkij Nyikita Ignatyev Nyikolaj Kukszenkov Nyikita Nagornij | Csapat összetett | 269,612   | 3         | 271,453  |          |

Női
| Versenyző                                                                              | Versenyszám      | Selejtező | Selejtező | Döntő    | Döntő    |
| Versenyző                                                                              | Versenyszám      | Pontszám  | Helyezés  | Pontszám | Helyezés |
| -------------------------------------------------------------------------------------- | ---------------- | --------- | --------- | -------- | -------- |
| Angelina Melnyikova Alija Musztafina Marija Paszeka Darja Szpiridonova Szeda Tuthaljan | Csapat összetett | 174,620   | 3.        | 176,688  | 2.       |

### Ritmikus gimnasztika
Egyéni
| Versenyző        | Versenyszám | Selejtező | Selejtező | Selejtező | Selejtező | Selejtező | Selejtező | Selejtező | Selejtező | Selejtező | Selejtező | Döntő  | Döntő  | Döntő  | Döntő | Döntő    | Döntő    | Döntő  | Döntő  | Döntő    | Döntő    | Helyezés |
| Versenyző        | Versenyszám | Karika    | Karika    | Labda     | Labda     | Buzogány  | Buzogány  | Szalag    | Szalag    | Összesen  | Összesen  | Karika | Karika | Labda  | Labda | Buzogány | Buzogány | Szalag | Szalag | Összesen | Összesen | Helyezés |
| Versenyző        | Versenyszám | Pont      | Hely.     | Pont      | Hely.     | Pont      | Hely.     | Pont      | Hely.     | Pont      | Hely.     | Pont   | Hely.  | Pont   | Hely. | Pont     | Hely.    | Pont   | Hely.  | Pont     | Hely.    | Helyezés |
| ---------------- | ----------- | --------- | --------- | --------- | --------- | --------- | --------- | --------- | --------- | --------- | --------- | ------ | ------ | ------ | ----- | -------- | -------- | ------ | ------ | -------- | -------- | -------- |
| Jana Kudrjavceva | Egyéni      | 18,166    | 4.        | 18,616    | 2.        | 19,000    | 1.        | 18,216    | 3.        | 73,998    | 2.        | 19,225 | 1.     | 19,250 | 1.    | 17,883   | 5.       | 19,250 | 1.     | 75,608   | 2.       |          |
| Margarita Mamun  | Egyéni      | 18,833    | 1.        | 19,000    | 1.        | 17,500    | 11.       | 19,050    | 1.        | 74,383    | 1.        | 19,050 | 2.     | 19,150 | 2.    | 19,050   | 1.       | 19,233 | 2.     | 76,483   | 1.       |          |

Csapat
| Versenyző                                                                                            | Versenyszám | Selejtező | Selejtező | Selejtező            | Selejtező            | Selejtező | Selejtező | Döntő   | Döntő   | Döntő                | Döntő                | Döntő    | Döntő    | Helyezés |
| Versenyző                                                                                            | Versenyszám | 5 labda   | 5 labda   | 3 szalag és 2 karika | 3 szalag és 2 karika | Összesen  | Összesen  | 5 labda | 5 labda | 3 szalag és 2 karika | 3 szalag és 2 karika | Összesen | Összesen | Helyezés |
| Versenyző                                                                                            | Versenyszám | Pont      | Hely.     | Pont                 | Hely.                | Pont      | Hely.     | Pont    | Hely.   | Pont                 | Hely.                | Pont     | Hely.    | Helyezés |
| --- | ----------- | --------- | --------- | -------------------- | -------------------- | --------- | --------- | ------- | ------- | -------------------- | -------------------- | -------- | -------- | -------- |
| Vera Birjukova Anasztaszija Bliznyuk Anasztaszija Makszimova Anasztaszija Tatareva Marija Tolkacsova | Csapat      | 18,283    | 1.        | 17,233               | 6.                   | 35,516    | 2.        | 17,600  | 3.      | 18,633               | 1.                   | 36,233   | 1.       |          |

### Trambulin
| Versenyző      | Versenyszám | Selejtező | Selejtező | Döntő    | Döntő    |
| Versenyző      | Versenyszám | Pontszám  | Helyezés  | Pontszám | Helyezés |
| -------------- | ----------- | --------- | --------- | -------- | -------- |
| Dmitrij Usakov | Férfi       | 109,180   | 4.        | 59,525   | 5.       |
| Andrej Jugyin  | Férfi       | 108,725   | 5.        | 6,815    | 8.       |
| Jana Pavlova   | Női         | 98,060    | 9.        | kiesett  | kiesett  |

## Triatlon
| Versenyző                | Versenyszám | 1,5 km úszás | Depózás 1 | 40 km kerékpározás | Depózás 2 | 10 km futás   | Összesítés    | Összesítés    |
| Versenyző                | Versenyszám | Idő          | Idő       | Idő                | Idő       | Idő           | Idő           | Helyezés      |
| ------------------------ | ----------- | ------------ | --------- | ------------------ | --------- | ------------- | ------------- | ------------- |
| Alekszandr Brjuhankov    | Férfi       | 17:26        | 0:51      | 57:03              | 0:46      | Nem ért célba | Nem ért célba | Nem ért célba |
| Dmitrij Poljanszkij      | Férfi       | 17:24        | 0:49      | 57:07              | 0:36      | 33:30         | 1:49:26       | 32.           |
| Igor Poljanszkij         | Férfi       | 17:18        | 0:51      | 56:32              | 0:41      | 33:49         | 1:49:11       | 31.           |
| Anasztaszija Abroszimova | Női         | 19:05        | 0:56      | 1:04:44            | 0:38      | 37:22         | 2:02:45       | 32.           |
| Razarjonova              | Női         | 19:56        | 0:54      | 1:03:55            | 0:40      | 35:44         | 2:01:09       | 20.           |
| Marija Sorec             | Női         | 19:48        | 1:00      | 1:03:54            | 0:41      | 36:10         | 2:01:33       | 25.           |

## Úszás
Férfi
| Versenyző | Versenyszám            | Előfutam | Előfutam | Előfutam | Elődöntő | Elődöntő | Elődöntő | Döntő     | Döntő    |
| Versenyző | Versenyszám            | Idő      | Hely.    | Össz.    | Idő      | Hely.    | Össz.    | Idő       | Helyezés |
| --- | ---------------------- | -------- | -------- | -------- | -------- | -------- | -------- | --------- | -------- |
| Vjacseszlav Andruszenko | 400 m gyors            | 3:50,23  | 4.       | 30.      | kiesett  | kiesett  | kiesett  | kiesett   | kiesett  |
| Alekszej Brjanszkij | 50 m gyors             | 22,33    | 4.       | 28.      | kiesett  | kiesett  | kiesett  | kiesett   | kiesett  |
| Anton Csupkov | 200 m mell             | 2:07,93  | 1.       | 1.       | 2:08,08  | 3.       | 6.       | 2:07,70   |          |
| Jevgenyij Dratcev | 10 km-es nyílt vízi    |          |          |          |          |          |          | 1:53:04,8 | 11.      |
| Ilja Druzsinyin | 1500 m gyors           | 14:59,56 | 1.       | 13.      |          |          |          | kiesett   | kiesett  |
| Andrej Grecsin | 100 m gyors            | 48,75    | 6.       | 21.      | kiesett  | kiesett  | kiesett  | kiesett   | kiesett  |
| Ilja Andrejevics Homenko | 200 m mell             | 2:08,94  | 2.       | 4.       | 2:09,73  | 5.       | 10.      | kiesett   | kiesett  |
| Jevgenyij Koptyelov | 100 m pillangó         | 52,01    | 4.       | 15.      | 52,50    | 8.       | 16.      | kiesett   | kiesett  |
| Jevgenyij Koptyelov | 100 m pillangó         | 1:56,13  | 4.       | 11.      | 1:56,46  | 5.       | 11.      | kiesett   | kiesett  |
| Alekszandr Krasznih | 200 m gyors            | 1:47,15  | 6.       | 16.      | 1:45,69  | 2.       | 4.       | 1:45,91   | 8.       |
| Alekszandr Krasznih | 400 m gyors            | 3:47,39  | 5.       | 15.      |          |          |          | kiesett   | kiesett  |
| Nyikita Lobincev | 200 m gyors            | 1:49,35  | 3.       | 36.      | kiesett  | kiesett  | kiesett  | kiesett   | kiesett  |
| Szemjon Makovics | 200 m vegyes           | 1:59,86  | 7.       | 18.      | kiesett  | kiesett  | kiesett  | kiesett   | kiesett  |
| Vlagyimir Morozov | 50 m gyors             | 21,81    | 2.       | 6.       | 21,88    | 4.       | 10.      | kiesett   | kiesett  |
| Vlagyimir Morozov | 100 m gyors            | 48,39    | 3.       | 8.       | 48,26    | 4.       | 9.       | kiesett   | kiesett  |
| Danyiil Pahomov | 200 m pillangó         | 1:57,36  | 7.       | 24.      | kiesett  | kiesett  | kiesett  | kiesett   | kiesett  |
| Jaroszlav Potapov | 1500 m gyors           | 15:00,99 | 2.       | 14.      |          |          |          | kiesett   | kiesett  |
| Kirill Prigoda | 100 m mell             | 1:00,37  | 5.       | 20.      | kiesett  | kiesett  | kiesett  | kiesett   | kiesett  |
| Jevgenyij Rilov | 100 m hát              | 53,25    | 3.       | 6.       | 52,84    | 3.       | 6.       | 52,74     | 6.       |
| Jevgenyij Rilov | 200 m hát              | 1:55,02  | 1.       | 1.       | 1:54,45  | 1.       | 1.       | 1:53,97   |          |
| Alekszandr Szadovnyikov | 100 m pillangó         | 51,91    | 5.       | 13.      | 51,71    | 5.       | 7.       | 51,84     | 8.       |
| Andrej Sabaszov | 200 m hát              | 1:56,50  | 2.       | 6.       | 1:56,84  | 7.       | 12.      | kiesett   | kiesett  |
| Grigorij Taraszevics | 100 m hát              | 53,65    | 4.       | 11.      | 53,46    | 2.       | 9.       | kiesett   | kiesett  |
| Vszevolod Zanyko | 100 m mell             | 59,91    | 6.       | 13.      | 1:00,39  | 2.       | 14.      | kiesett   | kiesett  |
| Andrej Grecsin Danyila Izotov Vlagyimir Morozov Alekszandr Szuhorukov Alekszandr Popkov                                                | 4 × 100 m gyorsváltó   | 3:12,04  | 1.       | 1.       |          |          |          | 3:11,64   | 4.       |
| Vjacseszlav Andruszenko Mihail Dovgaljuk Danyila Izotov Alekszandr Krasznih Nyikita Lobincev                                           | 4 × 200 m gyorsváltó   | 7:06,81  | 2.       | 3.       |          |          |          | 7:05,70   | 5.       |
| Anton Csupkov Jevgenyij Koptyelov Vlagyimir Morozov Jevgenyij Rilov Alekszandr Szadovnyikov Alekszandr Szuhorukov Grigorij Taraszevics | 4 × 100 m vegyes váltó | 3:32,95  | 3.       | 6.       |          |          |          | 3:31,30   | 4.       |

Női
100 m pillangó  || 59,19 || 6. || 26. ||colspan="5" bgcolor="HoneyDew"| kiesett

| Versenyző                                                                                | Versenyszám             | Előfutam   | Előfutam | Előfutam | Elődöntő | Elődöntő | Elődöntő | Döntő     | Döntő    |         |
| Versenyző                                                                                | Versenyszám             | Idő        | Hely.    | Össz.    | Idő      | Hely.    | Össz.    | Idő       | Helyezés |         |
| ---------------------------------------------------------------------------------------- | ----------------------- | ---------- | -------- | -------- | -------- | -------- | -------- | --------- | -------- | ------- |
| Szofja Andrejeva                                                                         | 200 m mell              | 2:26,58    | 6.       | 16.      | 2:25,90  | 7.       | 15.      | kiesett   | kiesett  |         |
| Viktorija Andrejeva                                                                      | 200 m vegyes            | 2:13,01    | 5.       | 16.      | 2:10,87  | 5.       | 8.       | 2:12,28   | 7.       |         |
| Szvetlana Csimrova                                                                       | 100 m pillangó          | 58,41      | 6.       | 20.      | kiesett  | kiesett  | kiesett  | kiesett   | kiesett  |         |
| Darja Csikunova                                                                          | 100 m mell              | 1:09,12    | 4.       | 28.      | kiesett  | kiesett  | kiesett  | kiesett   | kiesett  |         |
| Anasztaszija Krapivina                                                                   | 10 km nyílt vízi        |            |          |          |          |          |          | 1:57:25,9 | 8.       |         |
| Natalja Lovcova                                                                          | 50 m gyors              | 25,55      | 7.       | 38.      | kiesett  | kiesett  | kiesett  | kiesett   | kiesett  |         |
| Natalja Lovcova                                                                          | 100 m gyors             | 55,37      | 7.       | 28.      | kiesett  | kiesett  | kiesett  | kiesett   | kiesett  |         |
| Natalja Lovcova                                                                          | Rozalija Naszretgyinova | 50 m gyors | 24,94    | 8.       | 22.      | kiesett  | kiesett  | kiesett   | kiesett  | kiesett |
| Arina Opjoniseva                                                                         | 200 m gyors             | 1:58,05    | 4.       | 18.      | kiesett  | kiesett  | kiesett  | kiesett   | kiesett  |         |
| Arina Opjoniseva                                                                         | 400 m gyors             | 4:11,83    | 2.       | 20.      |          |          |          | kiesett   | kiesett  |         |
| Arina Opjoniseva                                                                         | 800 m gyors             | 8:48,89    | 5.       | 26.      |          |          |          | kiesett   | kiesett  |         |
| Veronyika Popova                                                                         | 100 m gyors             | 54,60      | 1.       | 19.      | kiesett  | kiesett  | kiesett  | kiesett   | kiesett  |         |
| Veronyika Popova                                                                         | 200 m gyors             | 1:57,08    | 4.       | 11.      | 1:57,22  | 5.       | 9.       | kiesett   | kiesett  |         |
| Darja Usztyinova                                                                         | 100 m hát               | 1:01,45    | 3.       | 23.      | kiesett  | kiesett  | kiesett  | kiesett   | kiesett  |         |
| Darja Usztyinova                                                                         | 200 m hát               | 2:09,96    | 4.       | 13.      | 2:08,84  | 5.       | 7.       | 2:07,89   | 4.       |         |
| Julija Jefimova                                                                          | 100 m mell              | 1:05,79    | 5.       | 2.       | 1:05,72  | 1.       | 2.       | 1:05,50   |          |         |
| Julija Jefimova                                                                          | 200 m mell              | 2:23,90    | 3.       | 8.       | 2:22,52  | 2.       | 6.       | 2:21,97   |          |         |
| Anasztaszija Zujeva                                                                      | 100 m hát               | 1:00,04    | 3.       | 10.      | 59,68    | 5.       | 9.       | kiesett   | kiesett  |         |
| Anasztaszija Zujeva                                                                      | 200 m hát               | 2:10,39    | 6.       | 10.      | 2:09,12  | 5.       | 11.      | kiesett   | kiesett  |         |
| Viktorija Andrejeva Natalja Lovcova Rozalija Naszretgyinova Veronyika Popova             | 4 × 100 m gyorsváltó    | 3:37,68    | 5.       | 10.      |          |          |          | kiesett   | kiesett  |         |
| Viktorija Andrejeva Darja Mullakajeva Arina Opjoniseva Veronyika Popova Darja Usztyinova | 4 × 200 m gyorsváltó    | 7:50,52    | 2.       | 4.       |          |          |          | 7:53,26   | 7.       |         |
| Szvetlana Csimrova Veronyika Popova Julija Jefimova Anasztaszija Zujeva                  | 4 × 100 m vegyes váltó  | 3:57,44    | 3.       | 4.       |          |          |          | 3:55,66   | 6.       |         |

## Vitorlázás
Férfi
| Versenyző                        | Versenyszám     | Futam | Futam | Futam | Futam | Futam | Futam | Futam | Futam | Futam | Futam | Futam | Futam | Futam | Pontszám | Helyezés |
| Versenyző                        | Versenyszám     | 1     | 2     | 3     | 4     | 5     | 6     | 7     | 8     | 9     | 10    | 11    | 12    | É     | Pontszám | Helyezés |
| -------------------------------- | --------------- | ----- | ----- | ----- | ----- | ----- | ----- | ----- | ----- | ----- | ----- | ----- | ----- | ----- | -------- | -------- |
| Makszim Oberemko                 | Szörfvitorlázás | 27    | 25    | 14    | 24    | 17    | 13    | 3     | 3     | 10    | 8     | 13    | 9     | EL    | 139      | 16.      |
| Szergej Komisszarov              | Laser           | 2     | 9     | 19    | 23    | 7     | 10    | 16    | 31    | 28    | 15    |       |       | EL    | 129      | 15.      |
| Pavel Szozikin Gyenyisz Gribanov | 470-es osztály  | 12    | 17    | 7     | 25    | 5     | 21    | 18    | 3     | 16    | 19    |       |       | EL    | 118      | 14       |

Női
| Versenyző                           | Versenyszám     | Futam | Futam | Futam | Futam | Futam | Futam | Futam | Futam | Futam | Futam | Futam | Futam | Futam | Pontszám | Helyezés |
| Versenyző                           | Versenyszám     | 1     | 2     | 3     | 4     | 5     | 6     | 7     | 8     | 9     | 10    | 11    | 12    | É     | Pontszám | Helyezés |
| ----------------------------------- | --------------- | ----- | ----- | ----- | ----- | ----- | ----- | ----- | ----- | ----- | ----- | ----- | ----- | ----- | -------- | -------- |
| Sztyefanyija Jelfutyina             | Szörfvitorlázás | 2     | 5     | 3     | 6     | 2     | 9     | 8     | 4     | 6     | 3     | 16    | 7     | 14    | 69       |          |
| Alisza Kiriljuk Ljudmila Dmitrijeva | 470-es osztály  | 21    | 21    | 6     | 9     | 11    | 7     | 18    | 10    | 14    | 11    |       |       | EL    | 107      | 14.      |

## Vívás
Férfi
| Versenyző                                             | Versenyszám       | Selejtező         | 32-es főtábla                | Nyolcaddöntő           | Negyeddöntő                  | Elődöntő                           | Bronz- mérkőzés                      | Döntő                       | Helyezés |
| Versenyző                                             | Versenyszám       | Ellenfél Eredmény | Ellenfél Eredmény            | Ellenfél Eredmény      | Ellenfél Eredmény            | Ellenfél Eredmény                  | Ellenfél Eredmény                    | Ellenfél Eredmény           | Helyezés |
| ----------------------------------------------------- | ----------------- | ----------------- | ---------------------------- | ---------------------- | ---------------------------- | ---------------------------------- | ------------------------------------ | --------------------------- | -------- |
| Vagyim Anohin                                         | Párbajtőr, egyéni | erőnyerő          | Brinck-Croteau (CAN) · 15–14 | Heinzer (SUI) · 7–15   | kiesett                      | kiesett                            | kiesett                              | kiesett                     |          |
| Anton Avgyejev                                        | Párbajtőr, egyéni | erőnyerő          | Verwijlen (NED) · 15–9       | Minobe (JPN) · 12–15   | kiesett                      | kiesett                            | kiesett                              | kiesett                     |          |
| Pavel Szuhov                                          | Párbajtőr, egyéni | erőnyerő          | Pak (KOR) · 11–15            | kiesett                | kiesett                      | kiesett                            | kiesett                              | kiesett                     |          |
| Vagyim Anohin Anton Avgyejev Pavel Szuhov             | Párbajtőr, csapat |                   |                              | erőnyerő               | Ukrajna (UKR) · 32–45        | 5–8. helyért · Svájc (SUI) · 28–45 | 7. helyért · Venezuela (VEN) · 36–30 |                             | 7.       |
| Artur Ahmathuzin                                      | Tőr, egyéni       | erőnyerő          | Chamley-Watson (USA) · 15–13 | Massialas (USA) · 9–15 | kiesett                      | kiesett                            | kiesett                              | kiesett                     |          |
| Alekszej Cseremiszinov                                | Tőr, egyéni       | erőnyerő          | Szafin (RUS) · 10–15         | kiesett                | kiesett                      | kiesett                            | kiesett                              | kiesett                     |          |
| Tyimur Szafin                                         | Tőr, egyéni       | erőnyerő          | Cseremiszinov (RUS) · 15–10  | Davis (GBR) · 15–13    | Csen (CHN) · 15–7            | Garozzo (ITA) · 8–15               | Kruse (GBR) · 15–13                  |                             |          |
| Artur Ahmathuzin Alekszej Cseremiszinov Tyimur Szafin | Tőr, csapat       |                   |                              |                        | Nagy-Britannia (GBR) · 45–43 | Egyesült Államok (USA) · 45–41     |                                      | Franciaország (FRA) · 45–41 |          |
| Nyikolaj Kovaljov                                     | Kard, egyéni      | erőnyerő          | Decsi (HUN) · 15–10          | Montano (ITA) · 15–13  | Kim (KOR) · 10–15            | kiesett                            | kiesett                              | kiesett                     |          |
| Alekszej Jakimenko                                    | Kard, egyéni      | erőnyerő          | Paskov (BUL) · 14–15         | kiesett                | kiesett                      | kiesett                            | kiesett                              | kiesett                     |          |

Női
| Versenyző                                                        | Versenyszám       | Selejtező         | 32-es főtábla             | Nyolcaddöntő          | Negyeddöntő                          | Elődöntő                       | Bronz- mérkőzés        | Döntő                      | Helyezés |
| Versenyző                                                        | Versenyszám       | Ellenfél Eredmény | Ellenfél Eredmény         | Ellenfél Eredmény     | Ellenfél Eredmény                    | Ellenfél Eredmény              | Ellenfél Eredmény      | Ellenfél Eredmény          | Helyezés |
| ---------------------------------------------------------------- | ----------------- | ----------------- | ------------------------- | --------------------- | ------------------------------------ | ------------------------------ | ---------------------- | -------------------------- | -------- |
| Violetta Kolobova                                                | Párbajtőr, egyéni | erőnyerő          | Cshö (KOR) · 12–15        | kiesett               | kiesett                              | kiesett                        | kiesett                | kiesett                    |          |
| Tatyjana Logunova                                                | Párbajtőr, egyéni | erőnyerő          | Nakano (JPN) · 14–15      | kiesett               | kiesett                              | kiesett                        | kiesett                | kiesett                    |          |
| Ljubov Sutova                                                    | Párbajtőr, egyéni | erőnyerő          | Kong (HKG) · 10–15        | kiesett               | kiesett                              | kiesett                        | kiesett                | kiesett                    |          |
| Violetta Kolobova Tatyjana Logunova Ljubov Sutova Olga Kocsnyeva | Párbajtőr, csapat |                   |                           | erőnyerő              | Franciaország (FRA)44–41             | Románia (ROU)31–45             | Észtország (EST)37–31  |                            |          |
| Inna Gyeriglazova                                                | Tőr, egyéni       | erőnyerő          | Bulcão (BRA) · 15–6       | Mohamed (HUN) · 15–6  | Guyart (FRA) · 15–6                  | Sanajeva (RUS) · 15–3          |                        | Di Francisca (ITA) · 12–11 |          |
| Aida Sanajeva                                                    | Tőr, egyéni       | erőnyerő          | Rochel (BRA) · 15–13      | Cson (KOR) · 15–11    | Thibus (FRA) · 15–13                 | Gyeriglazova (RUS) · 3–15      | Boubakri (TUN) · 11–15 |                            | 4.       |
| Jekatyerina Gyjacsenko                                           | Kard, egyéni      | erőnyerő          | Seo Ji-yeon (KOR) · 15–12 | Zagunis (USA) · 15–12 | Jegorjan (RUS) · 10–15               | kiesett                        | kiesett                | kiesett                    |          |
| Jana Jegorjan                                                    | Kard, egyéni      | erőnyerő          | Arrayales (MEX) · 15–7    | Vujúka (GRE) · 15–11  | Jekatyerina Gyjacsenko (RUS) · 15–10 | Harlan (UKR) · 15–9            |                        | Velikaja (RUS) · 15–14     |          |
| Szofja Velikaja                                                  | Kard, egyéni      | erőnyerő          | Jóźwiak (POL) · 15–5      | Lembach (FRA) · 15–14 | Berder (FRA) · 15–10                 | Brunet (FRA) · 15–14           |                        | Jegorjan (RUS) · 14–15     |          |
| Jekatyerina Gyjacsenko Jana Jegorjan Szofja Velikaja             | Kard, csapat      |                   |                           |                       | Mexikó (MEX) · 45–31                 | Egyesült Államok (USA) · 45–42 |                        | Ukrajna (UKR) · 45–30      |          |

## Vízilabda

### Női
| Orosz női vízilabdacsapat-játékoskeret | Orosz női vízilabdacsapat-játékoskeret                                                                                    |
| --- | --- |
| - Anna Usztyuhina - Marija Boriszova - Jekatyerina Prokofjeva - Elvina Karimova - Nagyezsda Fedotova - Olga Belova - Jekatyerina Liszunova | - Anasztaszija Simanovics - Anna Tyimofejevna - Jevgenyija Szoboleva - Jevgenyija Ivanovna - Anna Grinyova - Anna Karnauh |

#### Eredmények
Csoportkör
A csoport
| Csapat            | M | Gy | D | V | G+ | G– | Gk  | P |
| ----------------- | - | -- | - | - | -- | -- | --- | - |
| Olaszország (ITA) | 3 | 3  | 0 | 0 | 27 | 15 | +12 | 6 |
| Ausztrália (AUS)  | 3 | 2  | 0 | 1 | 31 | 15 | +16 | 4 |
| Oroszország (RUS) | 3 | 1  | 0 | 2 | 23 | 31 | –8  | 2 |
| Brazília (BRA)    | 3 | 0  | 0 | 3 | 13 | 33 | –20 | 0 |

| 2016. augusztus 9. 13:00 (18:00) | Oroszország (RUS)     | 4–14        | Ausztrália (AUS) | Maria Lenk Aquatic Center, Rio de Janeiro Játékvezetők: Marie-Claude Deslières (CAN), Adrian Alexandrescu (ROU) |
| 2016. augusztus 9. 13:00 (18:00) | (0–3, 1–5, 3–2 , 0–4) |             |                  | Maria Lenk Aquatic Center, Rio de Janeiro Játékvezetők: Marie-Claude Deslières (CAN), Adrian Alexandrescu (ROU) |
| 2016. augusztus 9. 13:00 (18:00) | Prokofjeva 2          | Jegyzőkönyv | Southern 4       | Maria Lenk Aquatic Center, Rio de Janeiro Játékvezetők: Marie-Claude Deslières (CAN), Adrian Alexandrescu (ROU) |

| 2016. augusztus 11. 9:00 (14:00) | Oroszország (RUS)    | 14–7        | Brazília (BRA) | Maria Lenk Aquatic Center, Rio de Janeiro Játékvezetők: Diana Dutilh-Dumas (NED), Tadao Tahara (JPN) |
| 2016. augusztus 11. 9:00 (14:00) | (2–4, 2–0, 4–2, 6–1) |             |                | Maria Lenk Aquatic Center, Rio de Janeiro Játékvezetők: Diana Dutilh-Dumas (NED), Tadao Tahara (JPN) |
| 2016. augusztus 11. 9:00 (14:00) | két játékos 3        | Jegyzőkönyv | Chiappini 4    | Maria Lenk Aquatic Center, Rio de Janeiro Játékvezetők: Diana Dutilh-Dumas (NED), Tadao Tahara (JPN) |

| 2016. augusztus 13. 10:20 (15:20) | Oroszország (RUS)    | 5–10        | Olaszország (ITA) | Maria Lenk Aquatic Center, Rio de Janeiro Játékvezetők: Joseph Peila (USA), Adrian Alexandrescu (ROU) |
| 2016. augusztus 13. 10:20 (15:20) | (2–3, 1–2, 1–3, 1–2) |             |                   | Maria Lenk Aquatic Center, Rio de Janeiro Játékvezetők: Joseph Peila (USA), Adrian Alexandrescu (ROU) |
| 2016. augusztus 13. 10:20 (15:20) | Grineva 2            | Jegyzőkönyv | Bianconi 3        | Maria Lenk Aquatic Center, Rio de Janeiro Játékvezetők: Joseph Peila (USA), Adrian Alexandrescu (ROU) |

Negyeddöntő
| 2016. augusztus 15. 18:20 (23:20) | Oroszország (RUS)    | 12–10       | Spanyolország (ESP) | Maria Lenk Aquatic Center, Rio de Janeiro Játékvezetők: Marie-Claude Deslières (CAN), Nenad Peris (CRO) |
| 2016. augusztus 15. 18:20 (23:20) | (2–3, 3–2, 5–3, 2–2) |             |                     | Maria Lenk Aquatic Center, Rio de Janeiro Játékvezetők: Marie-Claude Deslières (CAN), Nenad Peris (CRO) |
| 2016. augusztus 15. 18:20 (23:20) | Fedotova 4           | Jegyzőkönyv | Tarragó, López 3    | Maria Lenk Aquatic Center, Rio de Janeiro Játékvezetők: Marie-Claude Deslières (CAN), Nenad Peris (CRO) |

Elődöntő
| 2016. augusztus 17. 12:20 (17:20) | Olaszország (ITA)    | 12–9        | Oroszország (RUS)    | Maria Lenk Aquatic Center, Rio de Janeiro Játékvezetők: Francesc Buch (ESP), Mark Koganov (AZE) |
| 2016. augusztus 17. 12:20 (17:20) | (2–2, 4–2, 2–0, 4–5) |             |                      | Maria Lenk Aquatic Center, Rio de Janeiro Játékvezetők: Francesc Buch (ESP), Mark Koganov (AZE) |
| 2016. augusztus 17. 12:20 (17:20) | Garibotti 5          | Jegyzőkönyv | Ivanova, Liszunova 2 | Maria Lenk Aquatic Center, Rio de Janeiro Játékvezetők: Francesc Buch (ESP), Mark Koganov (AZE) |

Bronzmérkőzés
| 2016. augusztus 19. 11:20 (16:20) | Oroszország (RUS)    | 12–12       | Magyarország (HUN) | Maria Lenk Aquatic Center, Rio de Janeiro Játékvezetők: Diana Dutilh-Dumas (NED), Fillippo Gomez (ITA) |
| 2016. augusztus 19. 11:20 (16:20) | (3–3, 4–3, 1–3, 4–3) |             |                    | Maria Lenk Aquatic Center, Rio de Janeiro Játékvezetők: Diana Dutilh-Dumas (NED), Fillippo Gomez (ITA) |
| 2016. augusztus 19. 11:20 (16:20) | Fedotova 5           | Jegyzőkönyv | Bujka 3            | Maria Lenk Aquatic Center, Rio de Janeiro Játékvezetők: Diana Dutilh-Dumas (NED), Fillippo Gomez (ITA) |
| 2016. augusztus 19. 11:20 (16:20) | Büntetőpárbaj:       |             |                    | Maria Lenk Aquatic Center, Rio de Janeiro Játékvezetők: Diana Dutilh-Dumas (NED), Fillippo Gomez (ITA) |
| 2016. augusztus 19. 11:20 (16:20) | 7–6                  |             |                    | Maria Lenk Aquatic Center, Rio de Janeiro Játékvezetők: Diana Dutilh-Dumas (NED), Fillippo Gomez (ITA) |

| Csapat            | Helyezés |
| ----------------- | -------- |
| Oroszország (RUS) |          |